# Sardegna e Corsica
La Sardegna e Corsica (in latino: Sardinia et Corsica) fu una provincia romana di età repubblicana e imperiale. La Sardegna entrò nella sfera d'influenza romana dal 238 a.C. La Corsica due anni più tardi ed entrambe vi rimasero fino all'invasione dei Vandali del 456.
Roma occupò la Sardegna nell'intervallo fra la prima e la seconda guerra punica. Già nei primi anni del grande conflitto, precisamente nel 259 a.C., il suo esercito aveva tentato la conquista dell'isola, giungendovi dalla Corsica, ma il console Lucio Cornelio Scipione, dopo essersi impadronito di Olbia, aveva dovuto ritirarsi.

## Statuto
La Sardegna (in greco Σαρδώ, Sardò) e la Corsica (Κύρνος, Kýrnos), furono annesse rispettivamente nel 238 e nel 237, sottraendole alla dominazione punica. I buoni rapporti che intercorrevano tra le popolazioni locali e i Cartaginesi, contrapposti ad un regime di conquista introdotto dai Romani, determinarono una serie di rivolte (in Sardegna negli anni 236-231 a.C., 216 a.C., 187-177 a.C., 126 a.C. e 122 a.C.; in Corsica negli anni 234-231 a.C., 201 a.C., 172 a.C., 163 a.C., 111 a.C.) e un'incompleta pacificazione in particolare delle tribù dell'interno, con continue azioni, considerate brigantaggio dai Romani.
L'intera provincia era governata da un pretore (attestato a partire dal 227 a.C.), con capoluogo a Carales (Cagliari), in Sardegna.
Probabilmente l'intero territorio della Sardegna fu considerato ager publicus populi Romani e sottoposto all'esazione di una decima, a cui potevano aggiungersi altre requisizioni e si ritiene che ad un regime simile sia stata sottoposta anche la Corsica. Di una certa importanza era la produzione di grano della Sardegna mentre altre esportazioni erano costituite dal sughero e da prodotti della pastorizia e dalle saline. La proprietà terriera mantenne in Sardegna il carattere di latifondo, già impostato sotto la dominazione punica.
La situazione della provincia rimase marginale con una scarsa romanizzazione, soprattutto dovuta alla presenza dei reparti militari, e con una forte permanenza della cultura locale. Una prima consistente immigrazione si ebbe nel I secolo a.C. in seguito alle proscrizioni delle guerre civili. Durante il periodo della guerra civile tra Mario e Silla vi vennero dedotte in Corsica le colonie di Mariana (presso Biguglia) e di Aleria. Dopo la morte di Silla, vi riparò Marco Emilio Lepido, che in seguito, sconfitto dal governatore Gaio Valerio Triario, si spostò in Spagna con alcuni seguaci. Durante la guerra civile tra Cesare e Pompeo la provincia fu abbandonata dai pompeiani, ma le diverse città accolsero diversamente le truppe cesariane e furono di conseguenza punite o ricompensate. Cesare fondò la colonia di Turris Libisonis (Porto Torres, sulla costa settentrionale) e attribuì a Carales lo stato di municipio. Parallelamente, in funzione del loro appoggio, a diversi influenti personaggi locali era stata concessa la cittadinanza romana. La romanizzazione non si estese tuttavia mai del tutto nell'interno delle due isole.
Con la riforma augustea nel 27 a.C. la provincia divenne senatoria, ma nel 6 d.C., la necessità di mantenervi un presidio armato contro il persistere del brigantaggio indusse lo stesso Augusto a passarla a provincia imperiale. Fu amministrata sempre da un praefectus Sardiniae a partire da Tiberio, e da Claudio al titolo principale di praefectus Sardiniae fu aggiunto l'attributo procurator Augusti.
Passò a varie riprese da senatoria, governata da un propretore, a imperiale, a seconda delle necessità contingenti. La provincia fu occupata da alcuni latifondi di proprietà imperiale e interessata dallo sfruttamento delle miniere e fu spesso utilizzata come luogo di confino (per esempio per Seneca).

## Storia delle due isole romane

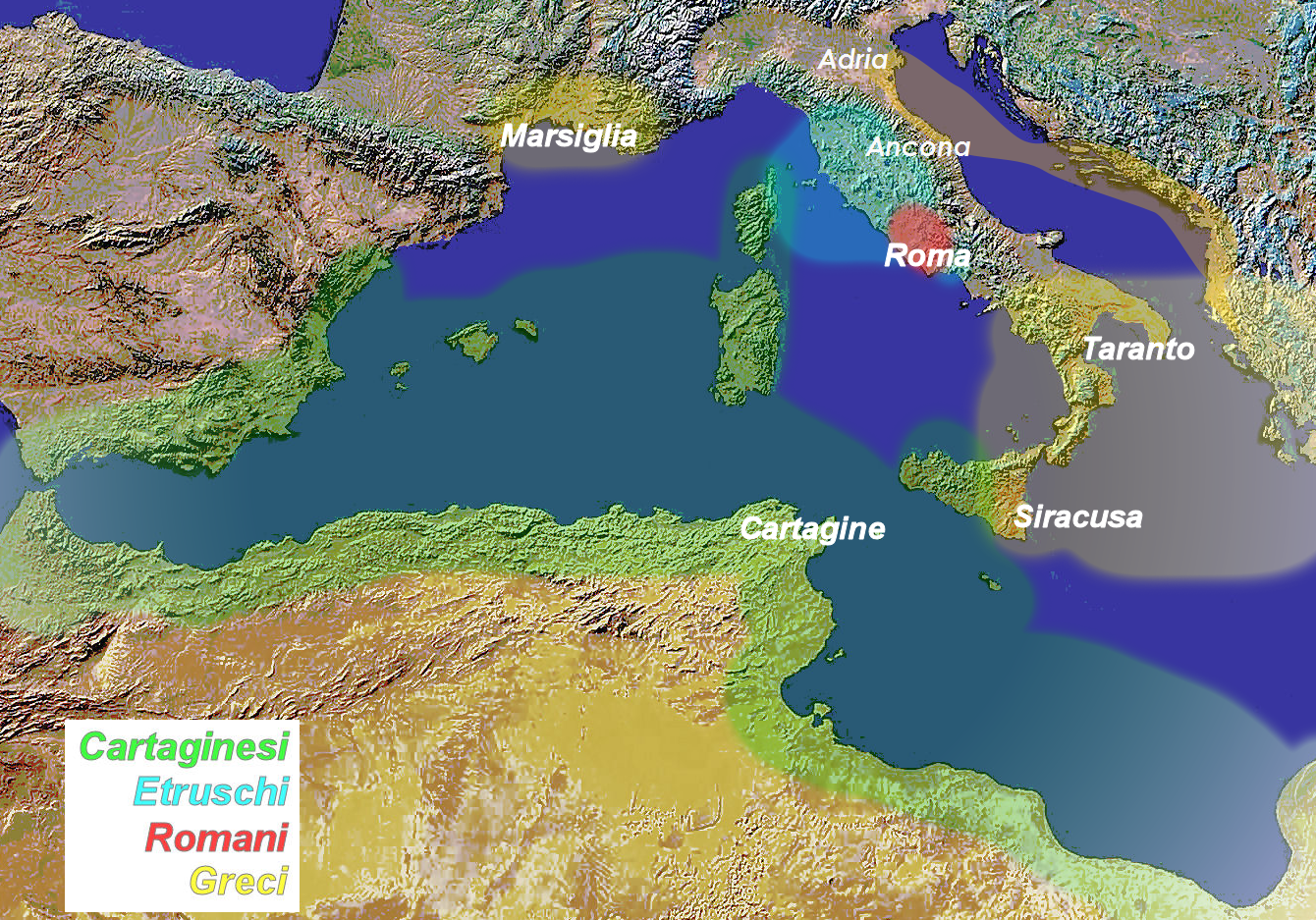
Il Mediterraneo occidentale nel 348 a.C. al tempo del secondo trattato tra Roma e Cartagine. Frattanto gli Etruschi subiscono l'attacco dei Galli e di Roma

Sembra che il primo serio interessamento di Roma alla Corsica si ricavi da un testo di argomento insospettabile: è infatti in Teofrasto, il botanico greco, che si legge di una spedizione romana in Corsica finalizzata alla fondazione di una città. Le 25 navi della spedizione incorsero però in un inatteso inconveniente, rovinandosi le vele con la selvaggia e gigantesca vegetazione, i cui rami crescevano e si sporgevano dai golfi e dalle insenature dell'isola sino a lacerarle irrimediabilmente; e, per completare il disastro, la zattera che caricava 50 vele di ricambio affondò con tutto il carico. La spedizione sarebbe avvenuta intorno al IV secolo a.C., a questo periodo infatti diversi studiosi, fra i quali il Pais, riferiscono il brano del botanico.
Fallita la prima spedizione, non era cessata l'attenzione dell'Urbe per il mare e le due isole. Per questo interesse giunse anche, all'incirca nel 348 a.C., a stipulare due trattati con Cartagine, entrambi riguardanti Sardegna e Corsica; ma se rispetto alla prima isola i passaggi dei trattati sono ben chiari, i patti sulla seconda sono tutt'altro che nitidi, al punto che Servio osserva che in foederibus cautum est ut Corsica esset medio inter Romanos et Carthaginienses. Anche Polibio, narrando dei trattati, non menziona la Corsica e da questo silenzio, insieme al fatto che l'isola non figurava nemmeno nelle descrizioni dei territori a controllo cartaginese, il Pais ed altri dedussero che la facoltà di controllarla che tempo prima Cartagine aveva pattuito con gli Etruschi, si fosse da questi trasmessa a Roma. Tuttavia lo stesso Pais ricorda, per converso, che Cartagine non aveva mai rinunziato a mire sull'intero Mediterraneo, e che riponeva nella Corsica un interesse specifico, giacché a partire dal 480 a.C. ne assoldava periodicamente fidati mercenari; questa circostanza, unita ad una facile riflessione sull'importanza strategica di un'isola a vista, anzi dirimpettaia delle rive liguri, toscane e laziali, punto quindi di osservazione e di attacco, parrebbe smentire l'ipotesi di un disinteressamento di Cartagine come causa del silenzio dei trattati.

### L'occupazione
Dopo lo scoppio della prima guerra punica nel 264 a.C., il console romano Lucio Cornelio Scipione nel 259 sbarcò in Corsica presso lo stagno di Diana, a circa 3 km da Aleria, e assediò la città; sebbene l'invasore contasse sull'effetto sorpresa, Aleria resistette a lungo e dopo la capitolazione Scipione la fece saccheggiare con ferocia, ciò che secondo Floro avrebbe diffuso lo sgomento fra le popolazioni corse. Prima di aver consolidato l'occupazione della Corsica, Scipione passò in Sardegna dove secondo Giovanni Zonara i locali erano in rivolta contro Roma in quanto sobillati dal generale cartaginese Annone. Sulla rivolta non vi sono dubbi, ma sono state espresse perplessità a proposito dell'asserita fomentazione cartaginese, ad esempio il Dyson definì l'asserzione di Zonara a cryptic passage.. A ogni buon conto, Scipione uccise Annone e ne organizzò il funerale. Al suo rientro a Roma, il console celebrò il trionfo per la vittoria su Cartaginesi, Sardi e Corsi.

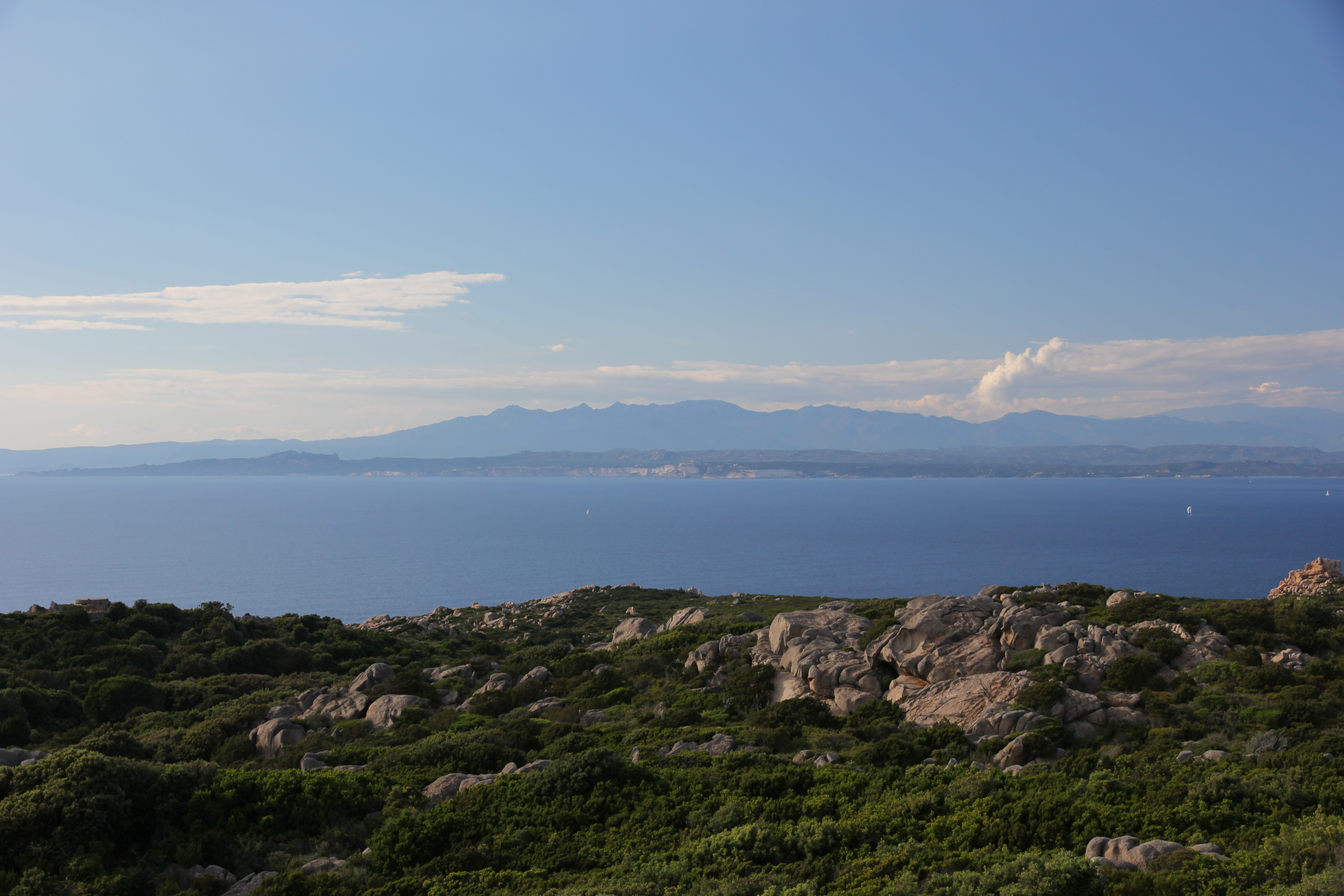
Le Bocche di Bonifacio che separano le due isole

L'anno successivo, nel 258 a.C., Gaio Sulpicio Patercolo sbarcò nella zona di Sulci in Sardegna, ma nei venti anni che seguirono non sono riportate attività dell'esercito Romano in Sardegna. La pace del 241 a.C. lasciò così l'isola sotto l'egemonia di Cartagine, anche perché la suddivisione del Mediterraneo in sfere d'influenza aveva portato i Cartaginesi, una volta persa la Sicilia, a spostare la propria attenzione verso altre zone al di fuori della sfera d'influenza Romana. Ma in quello stesso anno, seguendo l'esempio dei commilitoni d'Africa, i mercenari stanziati da Cartagine in Sardegna si ribellarono e s'impadronirono del potere nell'isola, compiendovi ogni sorta di efferatezze finché i Sardi, esasperati, insorsero e li cacciarono dalla loro terra. L'orda dei sanguinari invasori si rifugiò allora in Italia dove invitò i Romani a prendere possesso della Sardegna, momentaneamente indifesa. L'invito fu accolto: Roma, cogliendo l'occasione dei preparativi punici per la rioccupazione dell'isola, accusò Cartagine di preparare l'invasione del Lazio e, nel 238 a.C., inviò le sue legioni in Sardegna. Cartagine, che non era allora in condizioni di intraprendere una nuova guerra contro Roma, subì il sopruso.
Nel 236 a.C., il senato romano dichiarò guerra ai Corsi ed inviò una spedizione di conquista guidata da Licinio Varo, non coerente con l'avvenuta occupazione dell'isola attestata in alcuni storici romani. Il comandante Varo, comunque, conscio dell'esiguità della flotta assegnatagli, fece precedere l'attacco principale da un'operazione decentrata meno impegnativa, onde fiaccare le difese corse, facendo sbarcare sull'isola un corpo separato di spedizione al comando dell'ex console Marco Claudio Clinea. Prima di questa operazione, Clinea aveva già compromesso la sua reputazione presso i Romani, avendo osato andare in battaglia contro l'avviso degli àuguri e avendo pure commesso un sacrilegio consistente nell'avere (o aver fatto) strangolare dei galli sacri; ansioso di riguadagnare prestigio, egli mosse da solo contro il nemico e ne fu sconfitto. I Focei lo obbligarono a siglare un umiliante trattato presto sconfessato da Varo, che lo ignorò o lo infranse, a seconda dei punti di osservazione, e attaccò quando gli avversari, i quali dopo la firma del trattato non si attendevano un attacco e avevano quindi smobilitato.. Varo li vinse facilmente e conquistò territori nella parte meridionale dell'isola; poi tornò a Roma dove chiese la celebrazione del trionfo, che gli fu però negato. Quanto allo strangolatore di galli, Clinea, Roma decise di lasciarlo in mano ai Corsi presumendo che lo avrebbero ucciso per esser in qualche modo venuto meno (con l'attacco guidato da Varo) al trattato sottoscritto, ma questi lo liberarono ed anzi lo rinviarono a Roma indenne; il Senato tuttavia non cambiò idea e, dopo averlo riportato in città, lo condannò a morte, inducendo Valerio Massimo a chiosare che hic quidem Senatus animadversionem meruerat.

Le tribù Nuragiche (XVII-II secolo a.C.).

### Le prime rivolte
Così come i Corsi, anche le popolazioni sarde che se in precedenza avevano finito con l'accettare la presenza dei Cartaginesi collaborando parzialmente con loro, ora non erano affatto disposte a subire il dominio di questa nuova gente, anch'essa venuta d'oltremare con le armi in pugno, ed intrapresero subito un'accanita resistenza all'invasore nei modi di una ostinata e persistente guerriglia. Essi infatti erano armati alla leggera: utilizzavano le pelli di muflone come corazze naturali, oltre ad un piccolo scudo ed una piccola spada.
Già nel 236 infatti, due anni dopo la conquista da parte romana del centro sardo-punico della Sardegna, i Romani condussero varie operazioni militari contro i Sardi che rifiutavano di sottomettersi. Nel 235, sobillati dai Cartaginesi che "agivano segretamente", i Sardi si ribellarono, ma la rivolta fu soffocata nel sangue da Manlio Torquato, che avrebbe celebrato il trionfo sui Sardi il 10 marzo del 234.
Nel 233 altre rivolte furono sanguinosamente represse dal Console Carvilio Massimo, il cui trionfo sarebbe stato celebrato il 1º aprile dello stesso anno. Nel 232 fu il console Manio Pomponio a sconfiggere i Sardi ed a ricevere gli onori del trionfo il 15 marzo. La resistenza, però, era ben lungi dall'essere stata sedata ed anzi il clima si fece rovente. Sempre nel 233 a.C. i consoli Marco Emilio Lepido e Publicio Malleolo, di ritorno da una spedizione in Sardegna in cui avevano razziato dei villaggi, furono costretti da una tempesta a prendere terra in Corsica; gli abitanti li assalirono, massacrarono i soldati e li depredarono del bottino sardo. Il Senato di Roma inviò allora nell'isola il console Caio Papirio Maso, il quale dopo una serie di buoni successi nelle zone costiere, si diede ad inseguire i corsi (per Roma "i ribelli") sulle montagne. Qui i padroni di casa ebbero facilmente la meglio, dovendo il romano fare i conti anche con la scarsità di rifornimenti e perdendo uomini, oltre che per le azioni militari, anche per la denutrizione delle sue truppe. Papirio fu costretto ad una resa e sottoscrisse un altro trattato i cui dettagli non sono noti, ma che assicurò un buon periodo di pace. In seguito Roma completò l'occupazione della Corsica durante la prima guerra punica, dando l'avvio ad una fase di dominazione che durò ininterrotta per circa sette secoli.
Nel 231, data la grave situazione di pericolo, furono inviati addirittura due eserciti consolari: uno contro i Corsi, comandato da Papirio Masone, e uno, guidato da Marco Pomponio Matone, contro i Sardi. I consoli non ottennero il trionfo, dati i risultati fallimentari conseguiti. E a poco valse a Papirio Masone celebrare di sua iniziativa il trionfo, negatogli dal senato, sul monte Albano anziché sul Campidoglio e con una corona di mirto anziché di alloro.

### La provincia di Sardegna e Corsica
Nel 226 e 225 si verificò una recrudescenza dei moti, ma ormai Roma era fortemente intenzionata ad assicurarsi il dominio del Mar Mediterraneo, e dunque il possesso della Sardegna e della Corsica, che continuavano ad essere di decisiva importanza; così, già dal 227, le due isole (perlomeno le parti controllate da Roma) ottennero la forma giuridica ed il rango di Provincia - la seconda dopo la Sicilia - e vi fu inviato il pretore Marco Valerio Levino (?) per governarla. Per domare gli ultimi focolai, stavolta fu inviato l'esperto Console Gaio Atilio Regolo, con 2 legioni, ai primi di maggio del 225 a.C.

### La rivolta sarda di Ampsicora e gli anni della guerra Annibalica

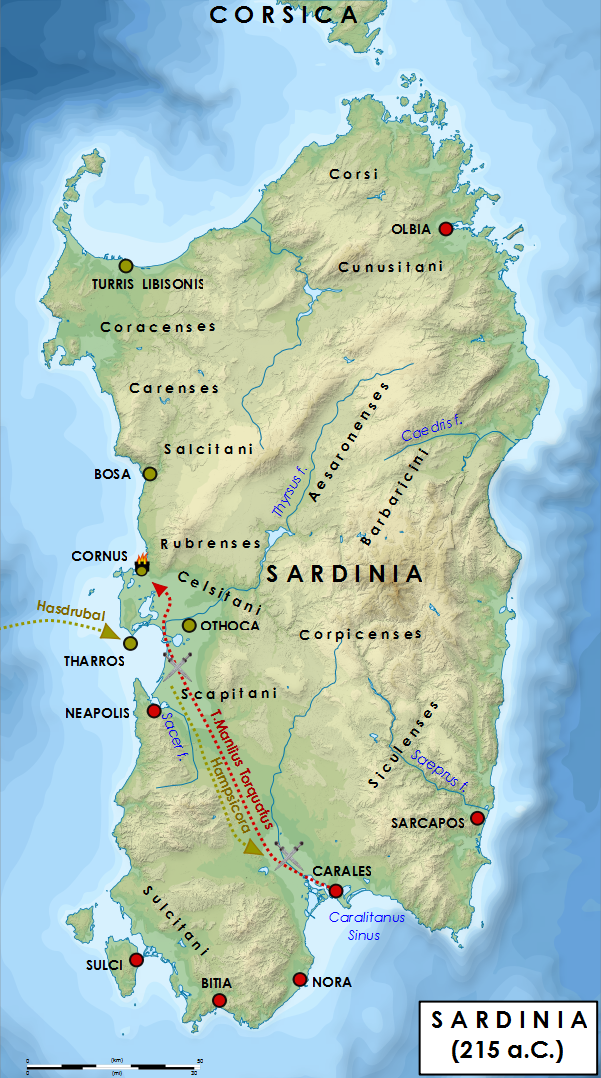
Mappa della rivolta di Ampsicora in Sardegna (215 a.C.)

Verso la fine del 216 a.C. giunse a Roma una lettera del propretore Aulo Cornelio Mammula, il quale si lamentava del fatto che non erano stati corrisposti gli stipendia ai suoi soldati di stanza nell'isola, e che vi erano gravi carenze di approvvigionamenti di grano. Allo stesso fu risposto di dover provvedere con i propri mezzi, poiché al momento non vi era alcuna possibilità di soddisfare tali richieste.
In assoluto, la più importante rivolta dei Sardi fu quella del 215 a.C., scoppiata all'indomani delle grandi vittorie di Annibale in Italia. Livio sostiene che:
(Livio, XXIII, 32.9.)
Il nuovo pretore inviato nell'isola, Quinto Mucio Scevola, si ammalò probabilmente di malaria dalla descrizione che ne fece Tito Livio. E quando si venne a sapere della sua malattia a Roma, gli vennero inviati dei rinforzi (pari a 5.000 fanti e 400 cavalieri), posti sotto il comando di Tito Manlio Torquato.
Un autorevole esponente dell'aristocrazia terriera sardo-punica, quell'Amsicora (o Ampsicora) che Tito Livio definì: «qui tum auctoritate atque opibus longe primis erat» (colui il quale in quel tempo era largamente primo per autorità e per ricchezze), era infatti riuscito non solo a mettere in campo un esercito sardo abbastanza consistente, ma anche ad ottenere rinforzi militari da Cartagine, inviandovi ambasciatori in segreto. Secondo alcune fonti insieme ad Amsicora a condurre la rivolta si trovava pure Annone, un ricco cittadino punico di Tharros. Cartagine sostenne la rivolta inviando una flotta forte di 15.000 armati, sotto il comando di Asdrubale il Calvo. Il piano di Amsicora era quello di dare battaglia solo quando tutte le forze disponibili si fossero riunite. Per continuare il reclutamento tra i sardi dell'interno, lasciò il comando al figlio Iosto a Cornus con una parte dell'esercito. I rinforzi di Cartagine però non arrivarono in tempo per colpa di una tempesta che dirottò le navi sulle isole Baleari dove rimase per molto tempo per essere riparata; e i Sardi dell'interno indugiarono troppo prima di unirsi al suo gruppo. Iosto accettò imprudentemente la battaglia offerta dal comandante Manlio Torquato. L'esercito sardo fu sconfitto subendo la perdita di 3.000 soldati, 800 furono fatti prigionieri.
Asdrubale il Calvo intanto raggiunse la Sardegna, sbarcò a Tharros e respinse i Romani verso Caralis. A loro si unì Amsicora con il resto dell'esercito sardo. Lo scontro con i Romani avvenne nella piana del Campidano meridionale, tra Decimomannu e Sestu. Dopo una cruenta battaglia la coalizione sardo-punica fu duramente sconfitta, morirono 12.000 tra Sardi e Cartaginesi e 3.700 furono fatti prigionieri fra i quali Asdrubale il Calvo ed Annone. Iosto morì in battaglia. Amsicora affranto dal dolore per la morte del figlio, non volendo finire nelle mani dei Romani si uccise.
Alla fine dell'estate del 210 a.C., una flotta cartaginese di 40 navi, comandata da Amilcare apparve davanti alla città di Olbia, situata nella costa nordest della Sardegna e la devastò; poi quando apparve il pretore Manlio Vulsone con l'esercito, il comandante cartaginese si affrettò ad allontanarsi fino a raggiungere Caralis (Cagliari), che saccheggiò e da lì fece ritorno in Africa con un ingente bottino.

### Le rivolte del II secolo

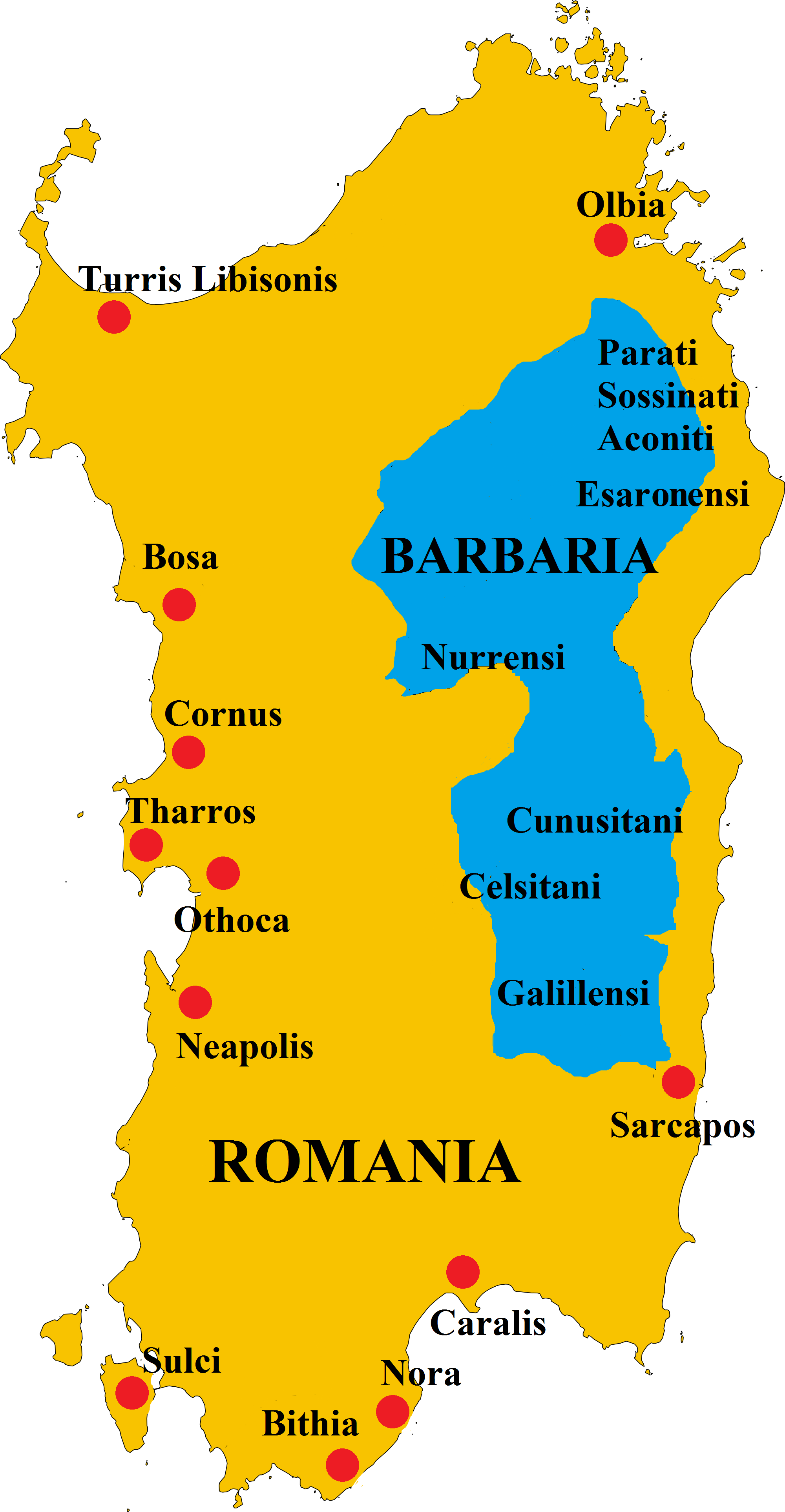
Romania e Barbaria

Il II secolo a.C. fu, specialmente nella sua prima parte, un periodo di importanti fermenti insurrezionali. Nel 181 a.C. ci fu una rivolta dei Corsi, sedata nel sangue dal pretore Marco Pinario Posca, che ne uccise circa 2.000 e fece un certo numero di schiavi. Nel 173 a.C. una nuova rivolta fece intervenire Attilio Servato, pretore in Sardegna, che fu battuto e costretto a ripararsi sull'altra isola; Attilio chiese rinforzi a Roma, questa inviò Caio Cicerio che, dopo aver fatto voto a Giunone Moneta di erigerle un tempio in caso di successo, ottenne un nuovo successo, con 7.000 corsi uccisi e 1.700 fatti schiavi. Nel 163 a.C. a domare una nuova rivolta in Corsica fu invece Manio Giovenzio Talna, delle cui gesta non è stato tramandato. Oltre al silenzio letterario sulla spedizione, colpiscono due aspetti anche più singolari del poco che ne è stato tramandato: il primo è che dopo aver avuto notizia del successo il senato romano indisse delle preghiere pubbliche, il secondo è che saputo a sua volta di quanto importante fosse stato considerato il suo successo, Thalna ne trasse tanta emozione da addirittura morirne per un attacco di cuore mentre eseguiva un sacrificio agli dèi. Morto Thalna, la ribellione dovette riprendere immediatamente, sostiene il Colonna, poiché Valerio Massimo, pur senza parlare di altre rivolte, segnala che dalla Sardegna dovette allungarsi sull'isola corsa anche Scipione Nasica a completare la pacificazione; circa la complessiva azione romana di repressione delle insurrezioni, lo stesso Colonna suggerisce inoltre che in nessun caso debba essersi trattato di successi pieni poiché, oltre che al primo, a nessun altro condottiero fu poi più concesso il trionfo.
La resistenza dei Sardi si protrasse ancora nel II secolo a.C. Per sedare la ribellione dei Balari e degli Iliesi del 177/176 a.C., il Senato inviò il console Tiberio Sempronio Gracco al comando di due legioni di 5.200 fanti ciascuna, più 300 cavalieri, cui si associarono altri 1.200 fanti e 600 cavalieri fra alleati e Latini. In questa rivolta persero la vita 27.000 sardi (12.000 nel 177 e 15.000 nel 176); in seguito alla sconfitta, a queste comunità fu raddoppiato il gravame delle tasse, mentre Gracco ottenne il trionfo. Tito Livio documenta l'iscrizione nel tempio della dea Mater Matuta, a Roma, dove i vincitori esposero una lapide celebrativa che diceva:« Sotto il comando e gli auspici del console Tiberio Sempronio Gracco, la legione e l'esercito del popolo romano sottomisero la Sardegna. In questa provincia furono uccisi o catturati più di 80.000 nemici. Condotte le cose nel modo più felice per lo Stato romano, liberati gli amici, restaurate le rendite, egli riportò indietro l'esercito sano e salvo e ricco di bottino; per la seconda volta entrò a Roma trionfando. In ricordo di questi avvenimenti ha dedicato questa tavola a Giove.» La Sardegna in epoca romana aveva appena 1/5 dei suoi abitanti attuali (300.000 contro 1.600.000 attuali) e la Barbagia (più o meno la provincia di Nuoro) poteva avere allora appena 55 000 abitanti (1/5 dei suoi attuali 280.000). Se l'epigrafe raccontava il vero, i Romani avevano ucciso la metà degli abitanti, per di più tutti maschi e adulti.
Le rivolte dei Sardi non si erano concluse, ma bisognò attendere gli anni 163 e 162 a.C. per vederne di nuove (13-14 anni dopo lo sterminio compiuto da Sempronio Gracco). Non si sa molto su queste rivolte poiché andarono perduti i testi di Tito Livio successivi al 167. Si sa però da altre fonti che le sollevazioni causate dall'eccessiva pressione fiscale dei pretori romani continuarono e gli eserciti e i generali romani che si susseguirono nel compito di domare questa terra utilizzarono sempre la stessa strategia: eliminare il maggior numero di Sardi possibile.
Tra le ultime rivolte di una qualche importanza vanno citate quelle del 126 e del 122: quest'ultima permise a Lucio Aurelio di celebrare l'8 dicembre il penultimo trionfo romano sui Sardi. L'onore però dell'ultimo fu dato dal Senato al console Marco Cecilio Metello che nel 111 a.C., dopo 127 anni di lotta, sconfisse l'ultima resistenza dei Sardi uniti (quelli delle coste e dell'interno).
Da questo momento, i Sardi delle zone costiere e delle pianure dell'Isola smisero di ribellarsi e col passare del tempo si romanizzarono. Continuarono invece le ribellioni delle seguenti tribù dell'interno che costrinsero le guarnigioni romane a estenuanti campagne militari.
- Ilienses (siti tra il Marghine ed il Goceano)
- Balari (abitanti il Monteacuto e parte della Gallura meridionale)
- Corsi (ubicati nella estremità settentrionale della Sardegna)
- Olea - "Sardi Pelliti" o Aichilensens (così definiti dall'erudito geografo Tolomeo, dal greco aix, aigòs ovvero vestiti di pelli di capra), abitanti la regione del Montiferru: arroccati nelle fortezze di sa Pattada Cunzada (959 m) - Scano di Montiferro -, Badde Urbara (900 m) - Santu Lussurgiu -, nei nuraghi di Leari (850 m), su Crastu de sa Chessa (745 m), Funtana de Giannas (690 m) - Scano di Montiferro - , Silbanis e Monte Urtigu (1050 m) - Santu Lussurgiu
- Celsitani, Nurritani, Cunusitani, Galillensi (odierna Barbagia), Parati, Sossinati e Acconiti (nel Monte Albo e nei Monti Remule) costituenti la cosiddette Civitates Barbariae, dimoranti nell'area chiamata Barbària e probabilmente facenti parte dell'etnia degli Ilienses[39].

In queste epoche, un gran numero di Sardi che erano stati fatti prigionieri furono venduti come schiavi nei mercati di Roma, al punto che divenne proverbiale la frase di Livio: "sardi venales" (sardi a basso costo).
Mario fondò in Corsica la città di Mariana (Colonia Mariana a Caio Mario deducta), sita presso l'attuale comune di Lucciana verso la foce del Golo, nel 105 a.C. Da questo momento iniziò la colonizzazione vera e propria e sull'isola fiorirono ville rustiche e suburbane, villaggi e insediamenti di ogni tipo, incluse le terme di Orezza e Guagno.

### Le Guerre Sociali
Durante le guerre civili romane la Sardegna fu dapprima spinta verso la fazione mariana dal suo governatore Quinto Antonio e poco dopo indotta a schierarsi nel campo opposto dal sopraggiungere del rappresentante di Silla. Nell'81 a.C. furono i legionari di Silla a trovare in Corsica il luogo di pensionamento, stavolta presso Aleria.
Morto Silla, il pretore Caio Valerio Triario mantenne la Sardegna fedele al partito senatorio capeggiato da Pompeo (l'isola pagò a quest'ultimo un enorme tributo in acciaio per le armi del suo esercito nel 47 a.C.), finché Carales (Cagliari) non si schierò con Cesare, imitata poco dopo da tutto il resto dell'isola. Fu scacciato il luogotenente di Pompeo, Marco Cotta, e fu accolto favorevolmente quello di Cesare, Quinto Valerio Orca. I pompeiani non si diedero per vinti e iniziarono una serie di azioni guerresche intese alla riconquista delle città costiere. Sulci si arrese mentre Carales resistette: per questo motivo, Cesare punì la prima e premiò la seconda. La situazione si capovolse di nuovo nel 44 a.C., quando la Sardegna, assegnata ad Ottaviano, fu invece occupata da Sesto Pompeo che la tenne come preziosa base per la sua lotta contro i cesariani fino al 38 a.C., quando, tradito dal suo luogotenente, fu definitivamente soppiantato da Ottaviano nel possesso dell'isola.
Con quella data finalmente ebbe termine per la Sardegna il periodo delle lotte violente e dei bruschi sovvertimenti politici, con le loro funeste conseguenze economiche, durato esattamente duecento anni.
Nel 44 a.C. Diodoro Siculo visitò la Corsica e notò che i còrsi osservavano tra loro regole di giustizia e di umanità che valutò più evolute di quelle di altri popoli barbari; ne stimò il numero in circa 30.000 e riferì che essi erano dediti alla pastorizia e che marchiavano le greggi lasciate libere al pascolo. La tradizione della proprietà comune delle terre comunali non fu eradicata del tutto se non nella seconda metà del XIX secolo.

### I primi due secoli dell'Impero

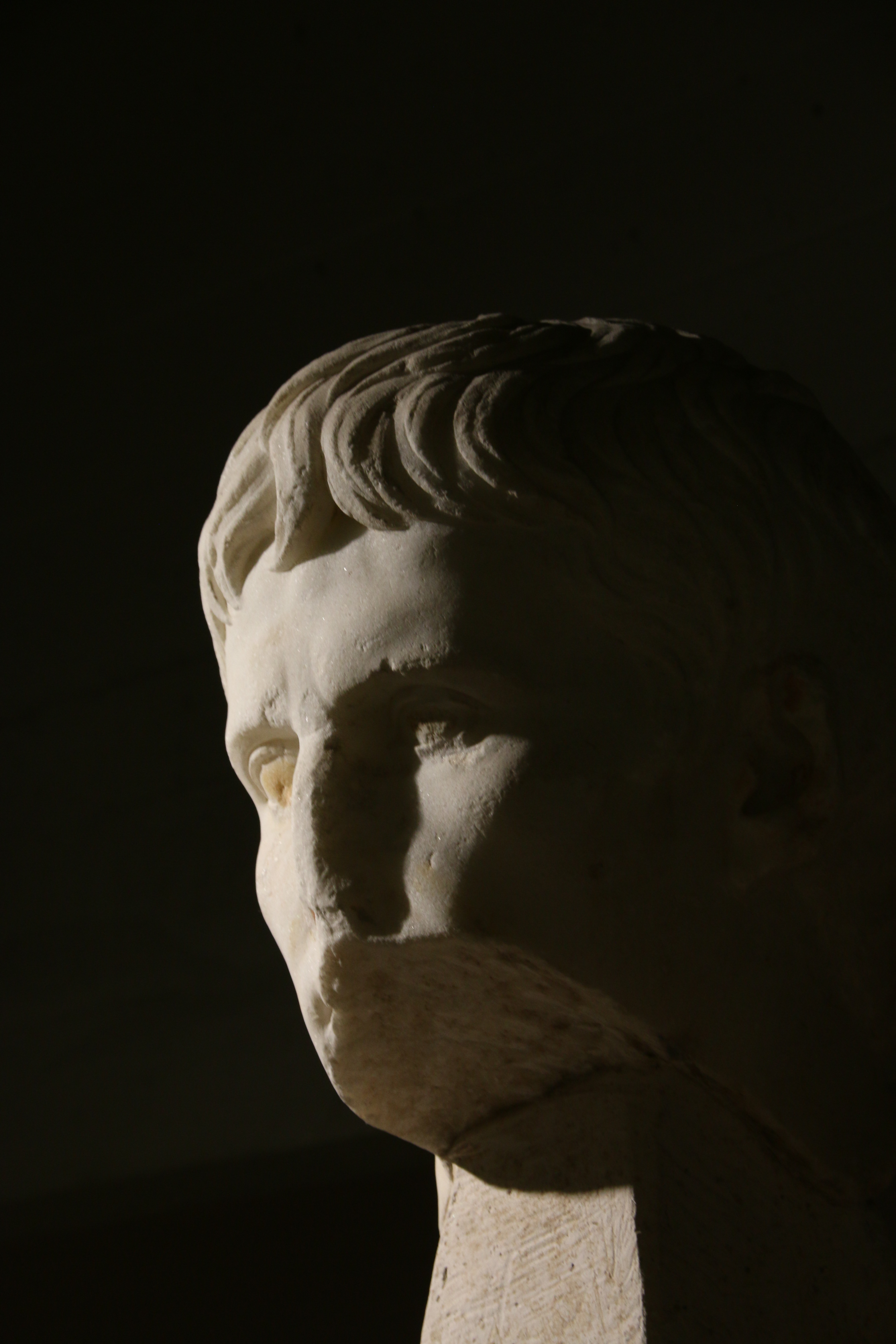
Busto di Augusto, museo archeologico nazionale di Cagliari

Il 13 gennaio del 27 a.C. le province dell'Impero romano furono ripartite tra le province affidate all'Imperatore Augusto, governate da legati di rango senatorio, e province affidate al senato, tra cui la Sardegna e Corsica, governate da proconsoli (proconsules) di rango senatorio . Anche nelle province senatorie l'Imperatore aveva suoi rappresentanti di rango equestre detti procuratori (procuratores)
Presso Aleria e Mariana si approntarono basi secondarie della flotta imperiale di Miseno. I marinai còrsi arruolati presso i porti dell'isola furono tra i primi a ottenere la cittadinanza romana (sotto Vespasiano, nel 75). Analogamente a quanto avveniva in altre province, i Romani si guadagnarono il rispetto e la collaborazione dei capi locali (a cominciare dai Venacini, tribù del Capo Corso), riconoscendo loro funzioni di governo locale ed apportando ricchezza con la messa a profitto delle terre sfruttabili in collina e lungo le coste.
Nel 6 d.C. i Sardi si ribellarono, non solo all'interno ma anche nelle pianure, e manifestarono il loro malcontento unendosi ai pirati del Tirreno. La violenza di questa rivolta costrinse Augusto a rimuovere i senatori dal comando della Sardegna ed a prenderne lui stesso il controllo diretto. Fu inviato un distaccamento di legionari, comandati da un prolegato (al posto del legato) di rango equestre o da un prefetto, a rinforzare la presenza militare sull'isola che prima era affidata solo ad alcune coorti ausiliarie. La rivolta fu così violenta che alcuni storici hanno ipotizzato che la Sardegna e la Corsica fossero state divise e affidate a 2 governatori di pari grado indipendenti l'uno dall'altro; è infatti attestata l'esistenza di un praefectus corsicae. Più accreditata è però l'ipotesi che vuole che questo prefetto di Corsica fosse un subordinato del governatore della Sardegna.
Svetonio ci dice che Augusto visitò tutte le province tranne la Sardegna e l'Africa poiché le condizioni del mare non glielo permisero, mentre quando il mare non glielo impediva non c'era bisogno che partisse: questo fa capire che la rivolta pur essendo violenta non durò molto. Infatti nel 19 Tiberio sostituì il distaccamento di legionari con 4000 liberti (o figli di liberti) ebrei ed egizi. La situazione ritornò tranquilla e Claudio ridette il comando al senato.

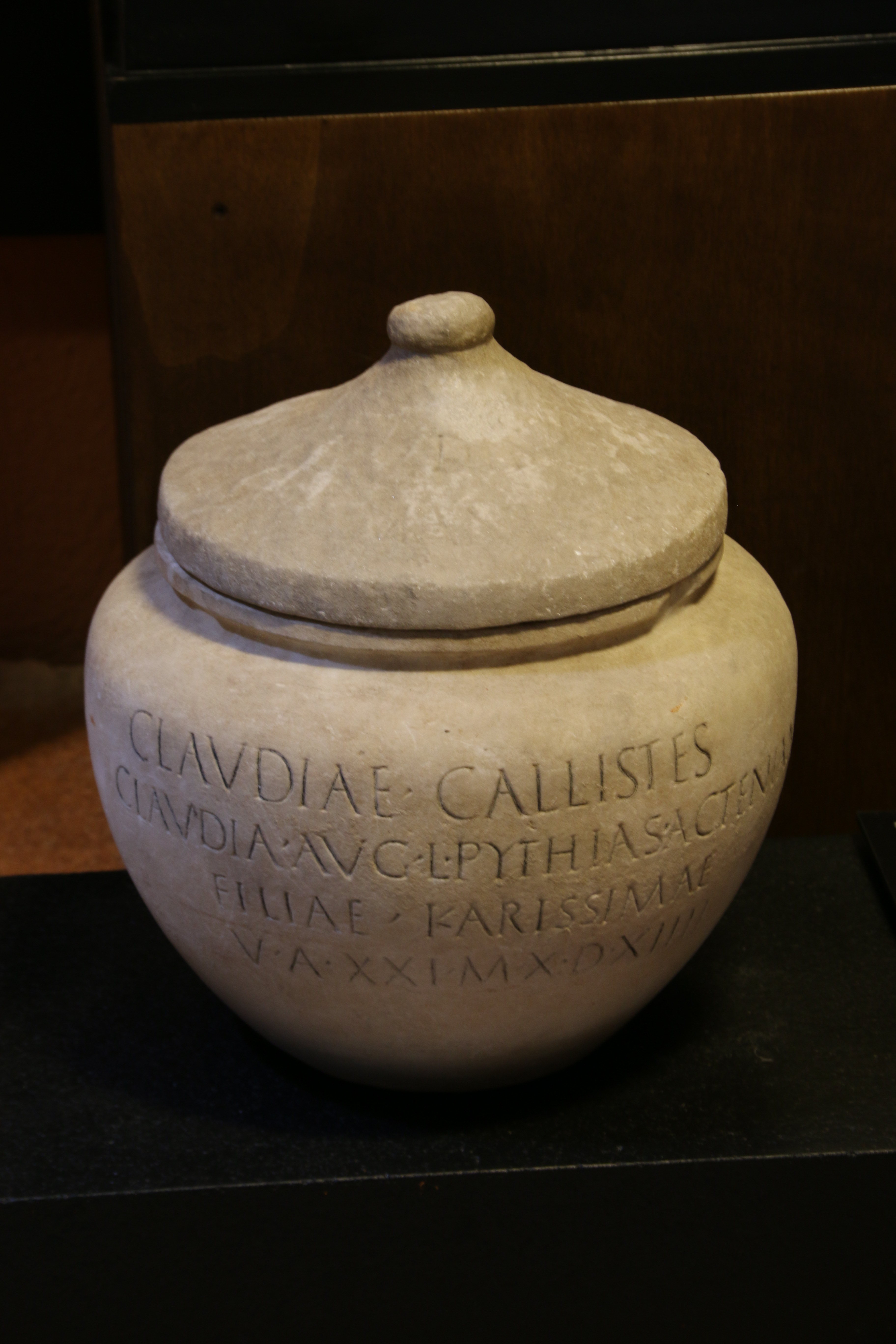
Urna cineraria di Claudia Calliste, figlia di Claudia Pythias Acteniana, schiava di Nerone e, in seguito, di Claudia Atte. Da Olbia

Nerone mandò in esilio in Sardegna Aniceto, ex precettore dell'imperatore ed ex prefetto della flotta di Miseno. Aniceto, su istigazione di Nerone ne aveva ucciso la madre, Agrippina e qualche anno dopo, per spianare la strada a Poppea "confessò" una relazione con Claudia Ottavia moglie legittima di Nerone e fanciulla di specchiata virtù.  Probabilmente per evitare fughe di notizie o ricatti Aniceto fu spedito in Sardegna dove visse fra gli agi al sicuro anche da eventuali sicari dell'imperatore. Seneca, il tutore di Nerone, passò dieci anni in esilio in Corsica a partire dal 41.

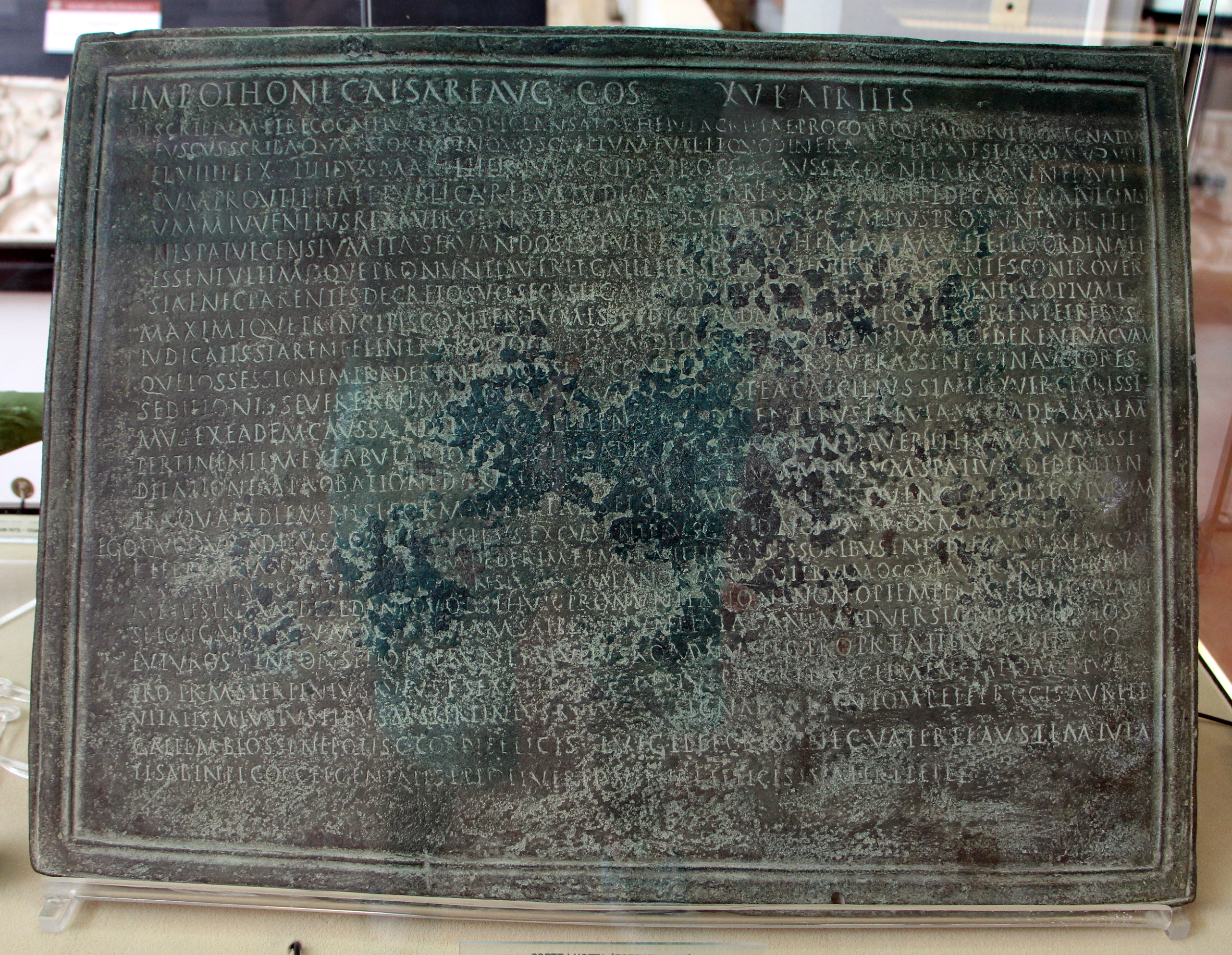
La Tavola di Esterzili risalente al 69, durante regno di Otone, e riportante un decreto del Proconsole della Sardegna Lucio Elvio Agrippa atto a dirimere una controversia tra i Gallilensi e i coloni Patulcenses Campani

Nel 73 Vespasiano, tolse al senato il controllo della Sardegna - forse di nuovo in fermento - e la affidò a un procuratore. L'imperatore Traiano tra il 115 e il 117 ristrutturò e potenziò il centro di Aquae Hypsitanae che assunse in suo onore il nome di Forum Traiani.
Il II secolo fu un momento di sviluppo e di prosperità anche per la Sardegna: tutti gli abitanti, anche i barbaricini, si mostravano contenti della politica romana (almeno secondo la storiografia ufficiale) e ben presto tutta l'isola avrebbe parlato latino (la lingua dei Cartaginesi è attestata fino al principato di Marco Aurelio). In questo periodo non ci furono rivolte ed i Romani ebbero la possibilità di ricostruire e migliorare la rete stradale punica spingendola anche all'interno, costruirono terme, anfiteatri, ponti, acquedotti, colonie e monumenti.
La ricchezza della Sardegna era dovuta ad uno sfruttamento agricolo e minerario senza precedenti: l'isola infatti esportava piombo, ferro, acciaio e argento grazie alle sue miniere, e grano per 250.000 persone. Ma nonostante tutto la Sardegna venne sempre considerata, e non solo sotto i Romani, come una terra lontana e utile solo per isolare prigionieri e nemici dell'impero. Tra le varie persone che giunsero in Sardegna dal mare vi erano numerosi criminali, rivoluzionari ma anche tantissimi cristiani tra cui anche i papi Callisto (174) e papa Ponziano (235) e il famoso prete Ippolito.
I governatori, in questa fase, sembravano di fatto dei coordinatori manageriali, con esperienza nel rifornimento e nel trasporto del grano, più che uomini d'arme. Sappiamo ora con certezza che, nel 170, la Sardegna era sotto il controllo senatoriale. Se Ippolito è preciso nella sua terminologia, il governatore della provincia era chiamato procurator. Questi governatori (procuratori) gestirono il territorio in modo pacifico fino al 211, ma dopo, come del resto in tutto l'impero, riprese il malcontento della popolazione, che costrinse i governatori a reprimere le rivolte con l'uso della forza, nei casi più gravi.

### Gli ultimi tre secoli dell'Impero
Nel 226 la situazione era cambiata rispetto a quella del secolo precedente; i governatori erano quasi tutti militari ed alcuni, come Tizio Licinio Hierocle e Publio Sallustio Sempronio, erano anche uomini con esperienze di guerra. Il malcontento andò aumentando poiché le tasse erano alte, il latifondo si diffondeva e gli agricoltori erano sempre più legati alla terra. Il fatto che nel 212 grazie a Caracalla i Sardi e i Corsi, come tutti gli abitanti dell'Impero, avessero ottenuto la cittadinanza romana, passò in secondo piano poiché questo onore era in concreto legato a tasse aggiuntive.
Tra il 245 e il 248, durante il regno di Filippo l'Arabo, fu intrapresa la ristrutturazione e risistemazione dell'impianto viario della provincia che cominciò con Publio Elio Valente e continuò anche durante il breve regno di Emiliano.
Ricordiamo, inoltre, di numerosi martiri del periodo. San Simplicio, San Gavino, San Saturnino, San Lussorio e Sant'Efisio in Sardegna mentre Santa Devota (martire attorno al 202, persecuzione di Settimio Severo, o al 304, persecuzione di Diocleziano) è, assieme a santa Giulia, una delle prime sante còrse di cui si sia avuta notizia. Secondo la leggenda, la nave che ne trasportava il feretro verso l'Africa fu gettata da una tempesta sul litorale monegasco. Per questo sarebbe divenuta la patrona del Principato di Monaco e della famiglia Grimaldi. Santa Giulia (martire durante la persecuzione di Decio del 250, o quella di Diocleziano), è la patrona di Corsica e di Brescia, città dove riposano le sue reliquie dopo che vi fu fatta trasportare da Ansa, moglie del re longobardo Desiderio nel 762. Santa Giulia è patrona anche di Livorno, dove le spoglie della santa avrebbero fatto tappa provenendo dalla Corsica. A queste martiri se ne aggiunge un'intera schiera, tra i quali san Parteo, che fu forse il primo vescovo di Corsica. Il primo vescovo còrso di cui si abbia notizia certa è Catonus Corsicanus, che partecipò, così come il vescovo di Caralis Quintinasio, al Concilio di Arles indetto da Costantino I nel 314.

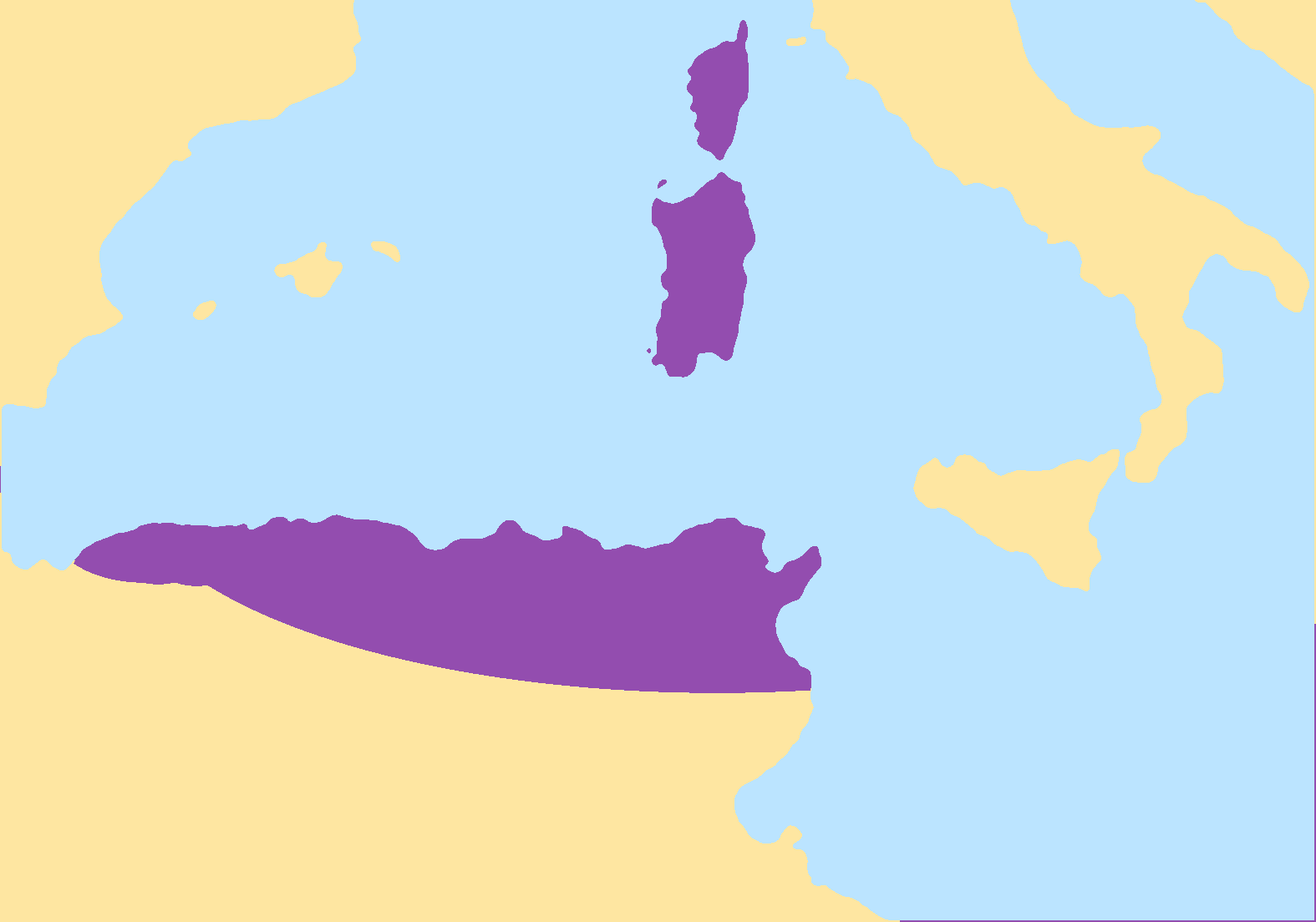
Il regno dei Vandali attorno al 456, dopo la conquista di Sardegna e Corsica.

Nel 286 Diocleziano unì la provincia alla Dioecesis Italiciana. Dopo la divisione della diocesi attuata da Costantino, venne compresa nell'Italia Suburbicaria.
Sardegna e Corsica rimasero sotto Roma per tutto il convulso IV secolo e i primi decenni del V (nell'impero romano d'Occidente), fino a quando nel 456 i Vandali, di ritorno dalla penisola, dove avevano saccheggiato Roma, en passant le conquistarono e le annessero al loro regno. Ma vinsero solo sulle coste, poiché i Sardi dell'interno, ormai pratici, immediatamente si ribellarono ai Vandali impedendo loro di entrare nella loro zona. Aleria, in Corsica, fu saccheggiata e, abbandonata, finì in rovina, lo stesso destino toccò ad Olbia.
La parte romanizzata della Sardegna, grazie ad un certo Goda, che era un governatore vandalo dell'isola di origine gotica, dopo essersi ribellato al potere centrale nel 533 resistette per un certo periodo ai Vandali assumendo il titolo di "Rex".

## Difesa ed esercito

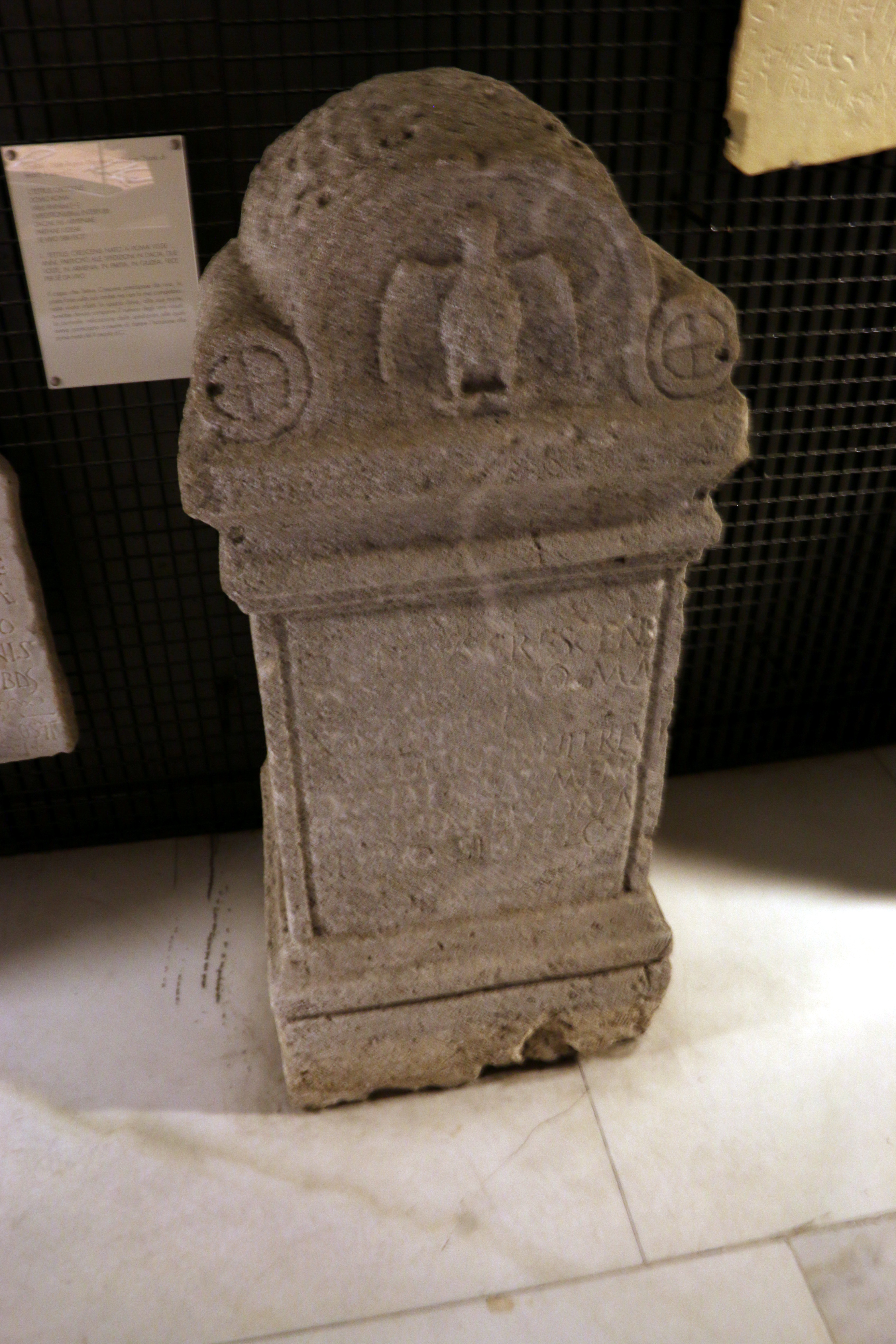
Cippo funerario timpanato in calcare con iscrizione in latino che ricorda il militare Lucius Tettius Crescens, di Roma, combattente in Dacia e in oriente, deceduto e sepolto a Caralis, dove era distaccato, nel II secolo d.C.

I Sardi entrarono anche a far parte dell'esercito romano dando il loro modesto contributo ovunque vi fossero truppe; infatti, per quanto riguarda i legionari, non essendo un'isola molto popolata, e dato che gli autoctoni non avevano avuto la cittadinanza (ottenuta dopo la riforma di Caracalla), il numero fu sempre bassissimo ed entra nelle statistiche solo nell'epoca successiva ad Adriano.
Per quanto riguarda gli ausiliari, i Sardi fornirono (come isola Sardegna) 3 coorti, mentre come provincia (Sardegna e Corsica) 6 coorti, 3 per ciascuna isola con un numero maggiore dei Sardi sui Corsi.
La "Cohors I Sardorum" era probabilmente stanziata a Cagliari nei primi tre secoli d.C., mentre la "Cohors II Sardorum" fondata al tempo di Adriano, era stanziata a Sur Djuab, a circa 100 km a sud di Algeri.
Il riscatto della Sardegna avvenne con la flotta; infatti i Sardi erano la prima fonte di reclutamento occidentale della flotta di Miseno. Considerando invece tutto l'impero, l'isola diventa la quarta fonte di reclutamento della stessa flotta, battuta soltanto dalle province d'Egitto, d'Asia e della Tracia che avevano una popolazione molto più grande.

## Geografia politica ed economica
Corsica
Strabone, che scrisse durante il principato di Augusto e Tiberio, descriveva la Corsica come un'isola scarsamente abitata, con un territorio sassoso e per lo più impraticabile. I suoi abitanti risultavano ancora dei selvaggi che vivevano di rapine.
(Strabone, Geografia, V, 2, 7.)
Sardegna
Strabone descrive la Sardegna come un territorio roccioso e non ancora del tutto pacificato. Essa possiede un territorio interno molto fertile di ogni prodotto, in particolare di grano. Purtuttavia, così come nei confronti delle popolazioni corse, anche di quelle sarde le fonti romane (a differenza dei miti greci) non riportano generalmente una buona opinione.
(Cicerone, Pro M. Scauro, 42)
Il passaggio dei Romani lasciò numerose tracce nella geografia della Sardegna per l'importante opera di mappatura del territorio, del quale si ebbero le prime serie catalogazioni, ed ovviamente nella toponomastica, di cui parte non è stata ancora soppiantata nonostante il tempo trascorso. Le Bocche di Bonifacio, che separano la Sardegna dalla Corsica, erano un tratto di mare molto temuto dai romani per via delle correnti che potevano far affondare le loro navi ed erano dette Fretum Gallicum. L'isola dell'Asinara, famosa per il carcere chiuso solo pochi anni fa, era detta Herculis mentre le isole di San Pietro e di Sant'Antioco erano dette rispettivamente Accipitrum la prima e Plumbaria la seconda; Capo Teulada, la punta meridionale dell'isola era chiamata Chersonesum Promontorium mentre Punta Falcone, l'opposto settentrionale di Capo Teulada, era detta Gorditanum Promontorium; l'attuale fiume Tirso era chiamato Thyrsus.

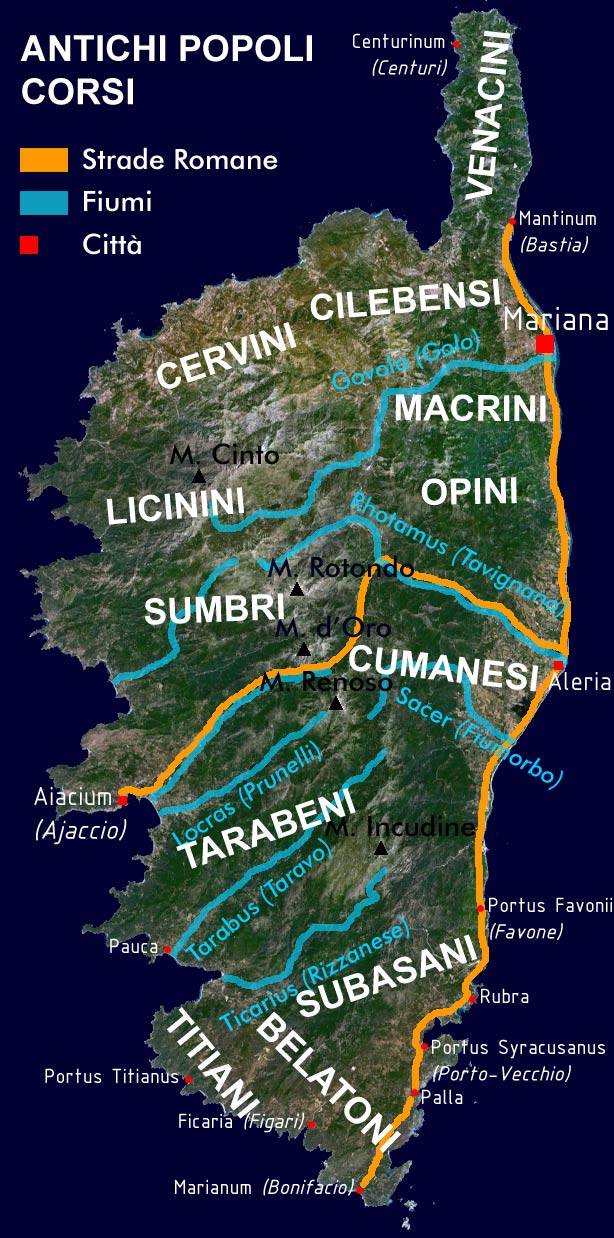
Le antiche tribù còrse e le principali città e strade in epoca Romana.

### Maggiori centri provinciali e tribù autoctone
Corsica
Prima Strabone e poi, intorno al 150, il geografo Claudio Tolomeo, nella sua opera cartografica, offrì una descrizione piuttosto accurata della Corsica preromana, elencando:
- 8 fiumi principali, tra i quali il Govola-Golo e il Rhotamus-Tavignano;
- 32 centri abitati e porti, tra i quali Blesino,[1] Centurinon (Centuri), Charax,[1] Canelate (Punta di Cannelle), Clunion (Meria), Enicomiae,[1] Marianon (Bonifacio), Portus Syracusanus (Porto Vecchio), Alista (Santa Lucia di Porto Vecchio), Philonios (Favone), Mariana, Vapanes[1] e Aleria;
- 12 tribù autoctone (in greco, latino e loro localizzazione): Kerouinoi (Cervini, Balagna); Tarabenoi (Tarabeni, Cinarca); Titianoi (Titiani, Valinco); Belatonoi (Belatoni, Sartenese); Ouanakinoi (Venacini, Capo Corso); Kilebensioi (Cilebensi, Nebbio); Likninoi (Licinini, Niolo); Opinoi (Opini, Castagniccia, Bozio); Simbroi (Sumbri, Venaco); Koumanesoi (Cumanesi, Fiumorbo); Soubasanoi (Subasani, Carbini e Levie); Makrinoi (Macrini, Casinca).

Sardegna
Plinio ci informa che "In essa (la Sardegna), i più celebri (sono): tra i popoli, gli Iliei, i Balari e i Corsi"; vengono inoltre menzionati più volte altri popoli minori come i Parati, i Sossinati e gli Aconiti, che secondo gli storici romani abitavano nelle caverne e depredavano i prodotti degli altri Sardi che lavoravano la terra e che con le loro navi si spingevano fino alle coste dell'Etruria per depredarla.
Tuttavia bisogna tener presente che i luoghi abitati da questi popoli minori videro molti secoli prima dell'arrivo dei Romani il fiorire della civiltà Nuragica, come in tutto il resto della Sardegna, l'apparente arretratezza di tali popoli fu probabilmente dovuta alle grosse perdite subite contro Cartaginesi e soprattutto contro i Romani, che portarono alla relegazione di alcune popolazioni ribelli nei monti interni, creando una divisione tra i Sardi abitatori di città e di villaggi nelle pianure e nelle coste e i Sardi montanari che in gran parte si "imbarbarirono" e si diedero al banditismo.
Sempre i Romani, nei secoli in cui dominarono la Sardegna, fondarono alcune nuove città come Turris Libisonis (oggi Porto Torres) e fecero sviluppare molti centri abitati soprattutto nelle coste, come Carales, Olbia, Fanum Carisii (oggi Orosei), Nora e Tharros, ma anche nell'interno, come Forum Traiani (oggi Fordongianus), Forum Augusti (oggi Austis), Valentia (oggi Nuragus),Colonia Julia Uselis (oggi Usellus), ed infine elevarono diverse città al rango di municipio.

#### Bonorva
Il generale sabaudo Alberto La Marmora, in esplorazione presso San Simeone di Bonorva, aveva identificato un forte romano che era stato dimenticato per tutto questo tempo. Il Tetti indica in realtà che si trattava di una fortificazione punica, che era stata occupata dai romani. Nulla però dimostra una presenza militare in questo luogo per i primi secoli dell'Impero romano.

#### Bosa

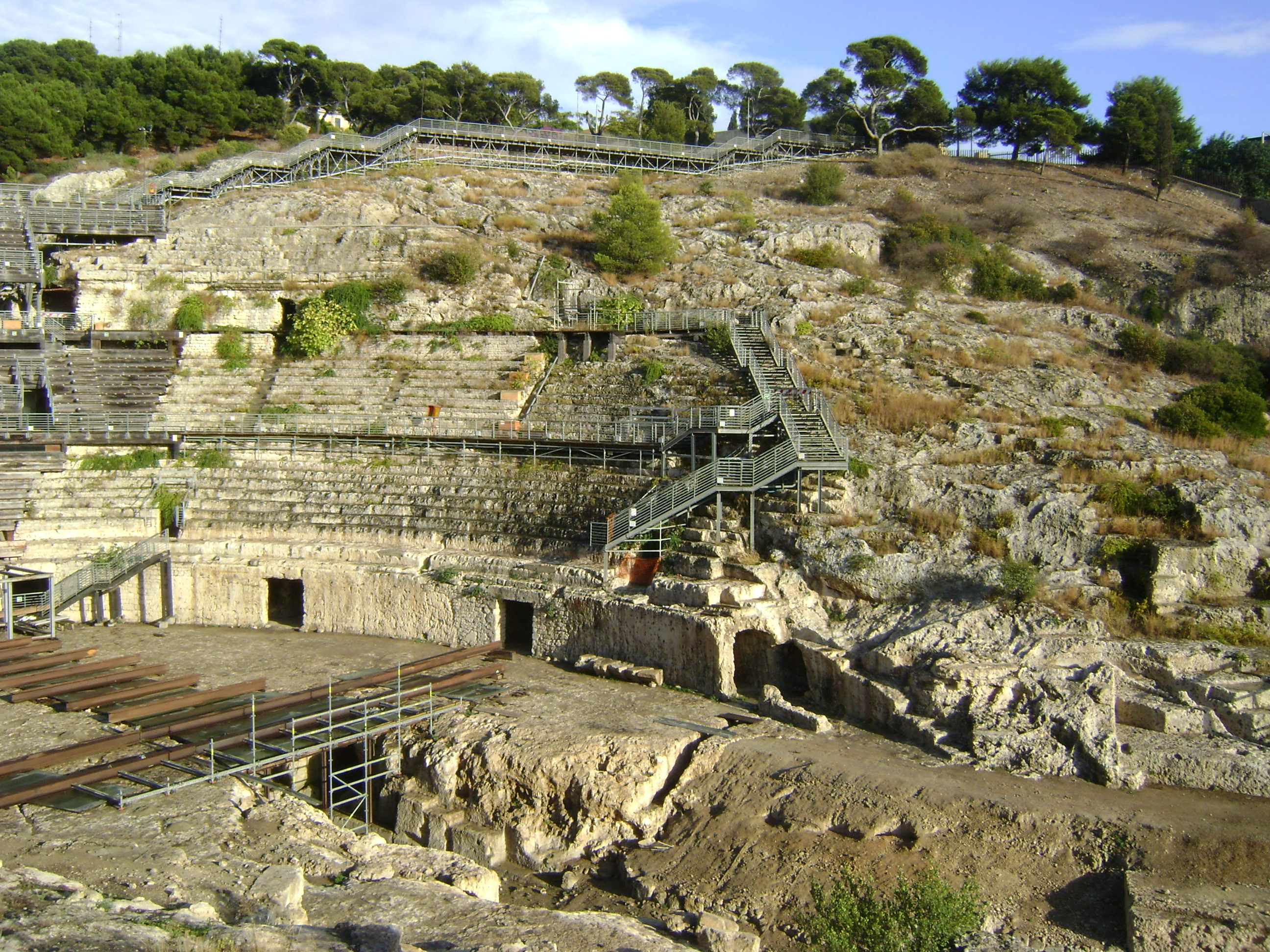
L'anfiteatro romano di Cagliari.

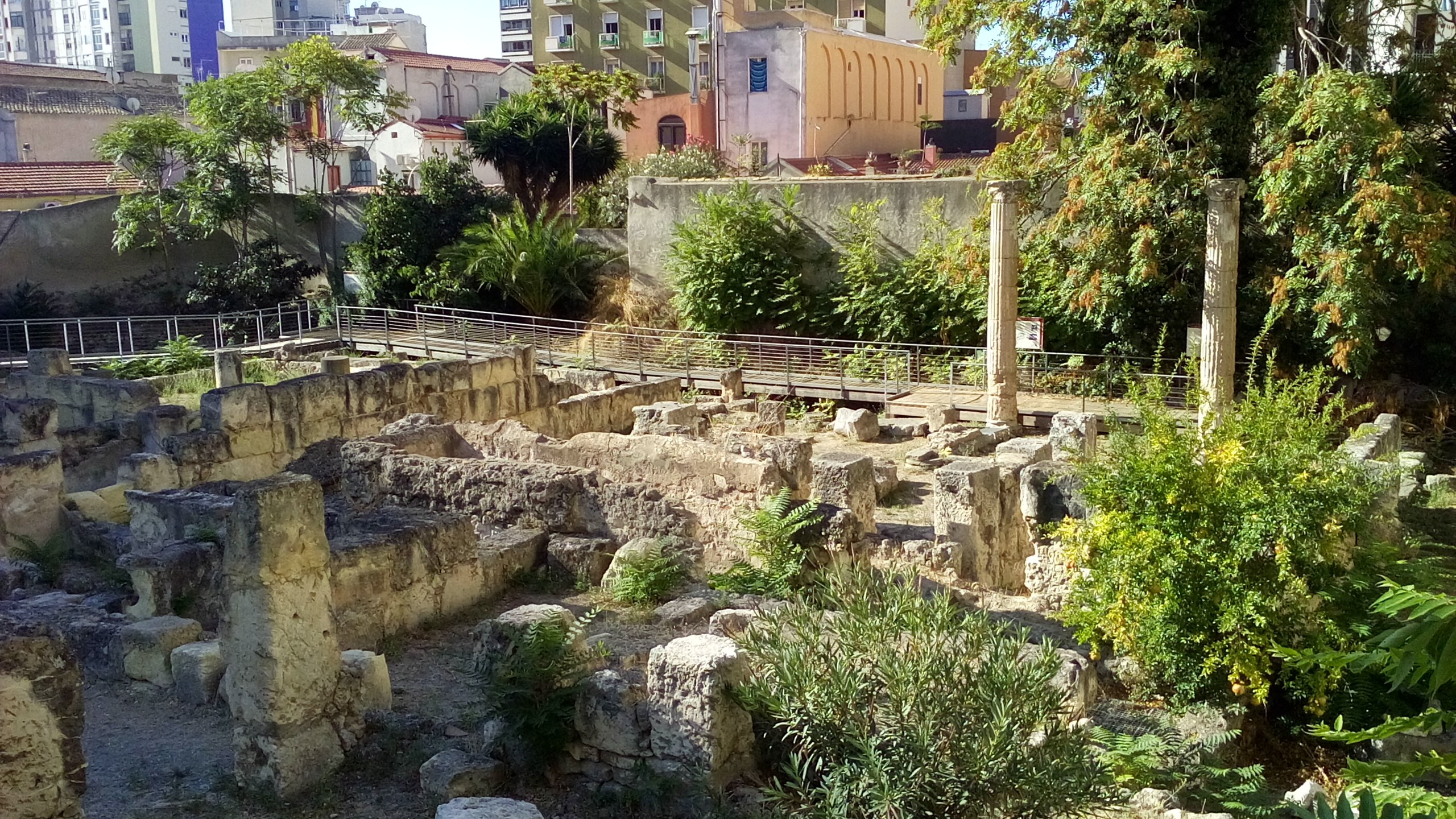
Colonne nella Villa di Tigellio.

#### Cagliari
Cagliari (Carales o Karalis) era la città più importante della Sardegna. Il fatto che da qui partissero ben quattro strade che attraversavano l'intera isola dal sud al nord, la circostanza che il suo porto fosse un centro strategico importante per le rotte commerciali del Mediterraneo occidentale (che oltretutto ospitava un distaccamento della flotta di Miseno ed era il porto dal quale partiva il grano per l'approvvigionamento di Roma) e che la sua popolazione fosse all'incirca di 20.000 abitanti, rendeva Carales una tra le più importanti città marittime della zona occidentale dell'Impero romano.

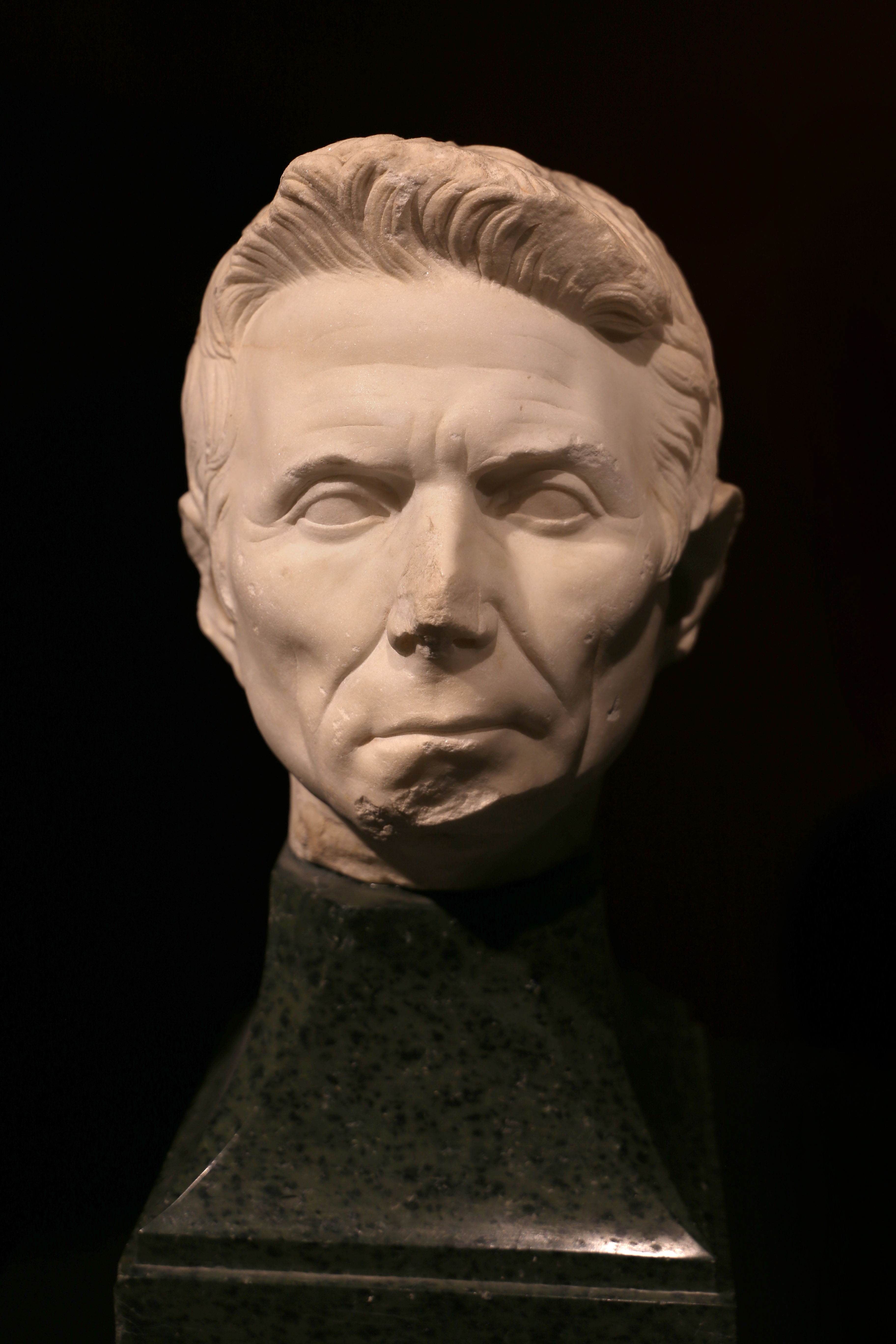
Ritratto di ignoto, età repubblicana, I secolo a.C., da Via Cavour

La zona abitata si sviluppava sulla costa per circa 300 ettari, il centro di questa città era il foro, dove sorgevano numerosi edifici come la curia municipale, l'archivio provinciale, la sede del governatore, la basilica, il tempio di Giove Capitolino. La città fu interessata da una serie di interventi edilizi di pubblica utilità come la realizzazione di una complessa rete fognaria e la pavimentazione di strade e piazze, la costruzione di un acquedotto (nel 140 d.C.) che molto probabilmente prendeva l'acqua dalla sorgente di Villamassargia e, attraverso Siliqua, Decimo, Assemini, Elmas, arrivava in città passando per il quartiere di Stampace.

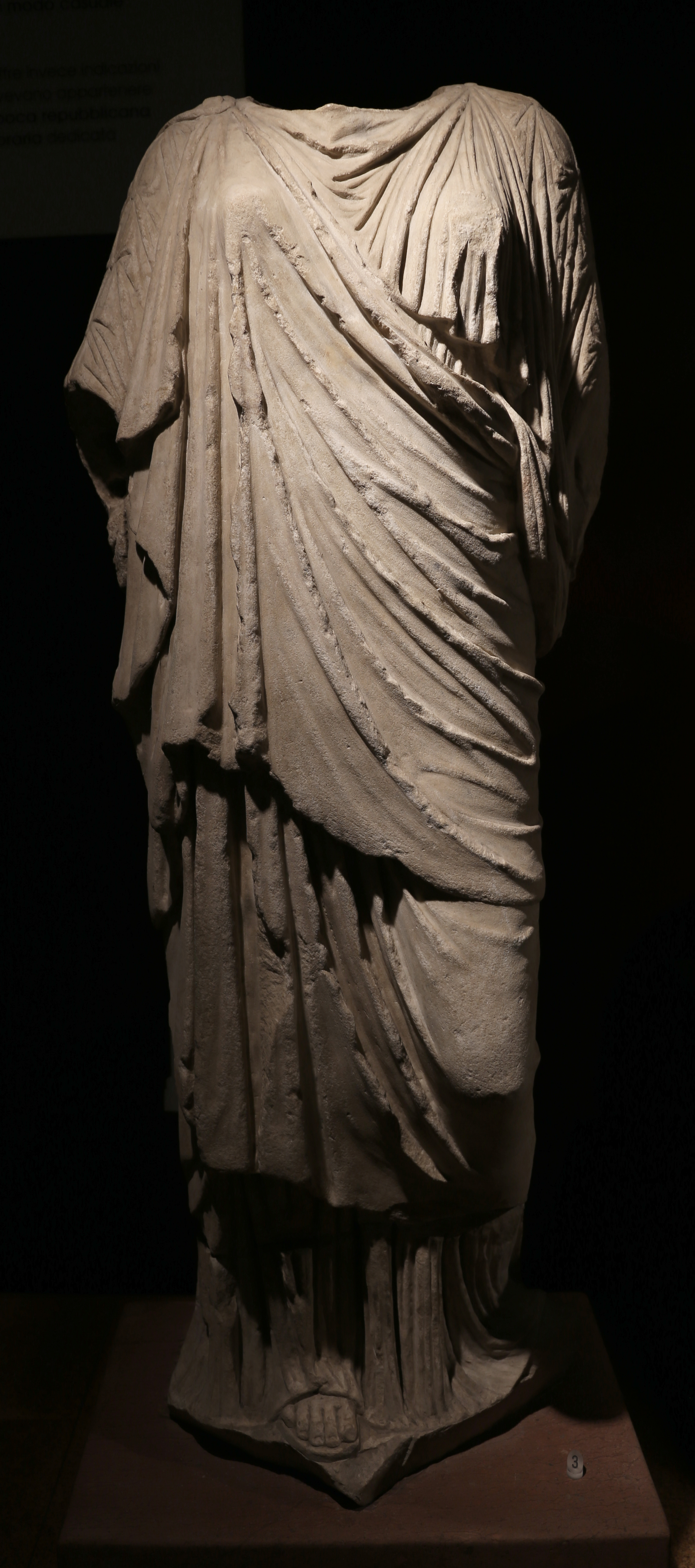
Statua isiaca, II-III secolo d.C., da Via Malta

Nel I secolo d.C. la città fu dotata di eleganti passeggiate coperte da portici mentre nel II secolo d.C. fu costruito l'anfiteatro, ancora utilizzato per gli spettacoli al giorno d'oggi, semi-scavato nella roccia, che poteva ospitare fino a 10.000 persone. Il titolo di municipium fu ottenuto solo sul finire del I secolo a.C.; era un titolo importante perché le consentiva di essere una città autonoma con cittadinanza romana.
Per quanto riguarda le differenze tra i vari quartieri, quelli signorili sorgevano nel territorio a nord di Sant'Avendrace e nell'area di San Lucifero; al loro interno sorgevano le terme, i templi, alcuni teatri e numerose ricche abitazioni; i quartieri mercantili si trovavano nella zona della Marina e i quartieri popolari vicino al porto, fra l'odierna via Roma e il Corso Vittorio Emanuele.
Claudio Claudiano, nel IV secolo, descrisse così la città di Caralis:
(Claudio Claudiano, I,520)

#### Calangianus
Nell'attuale Calangianus è identificato l'oppidum di Calangiani o Calonianus, citato nella Geographia del Fara. Oltre alle diverse tracce di strada romana per Olbia e Tibula, sono state ritrovate rovine dell'oppidum nei pressi di Monti Biancu e della località Santa Margherita, un busto di Demetra a Monti di Deu ed un'anfora all'interno del nuraghe Agnu. Inoltre, il toponimo deriverebbe dalla divinità Giano, il cui culto era molto diffuso in Sardegna.

#### Fordongianus
Fordongianus, Forum Traiani, si trova oggi in provincia di Oristano ed è particolarmente importante per la sua posizione geografica che lo vede incuneato tra i monti della Valle del Tirso, naturale via di penetrazione dalla pianura all'entroterra e punto di contatto tra i due diversi mondi. Fin dalla sua fondazione fu un centro rinomato per le sue terme, che sfruttavano una fonte naturale di acqua calda e curativa.
Qui si trova un'iscrizione che testimonia come l'attività delle genti della Barbaria fosse ancora viva nel I secolo d.C. poiché furono queste a dedicare un'iscrizione ad un imperatore, probabilmente Tiberio, rinvenuta nel Forum Traiani.

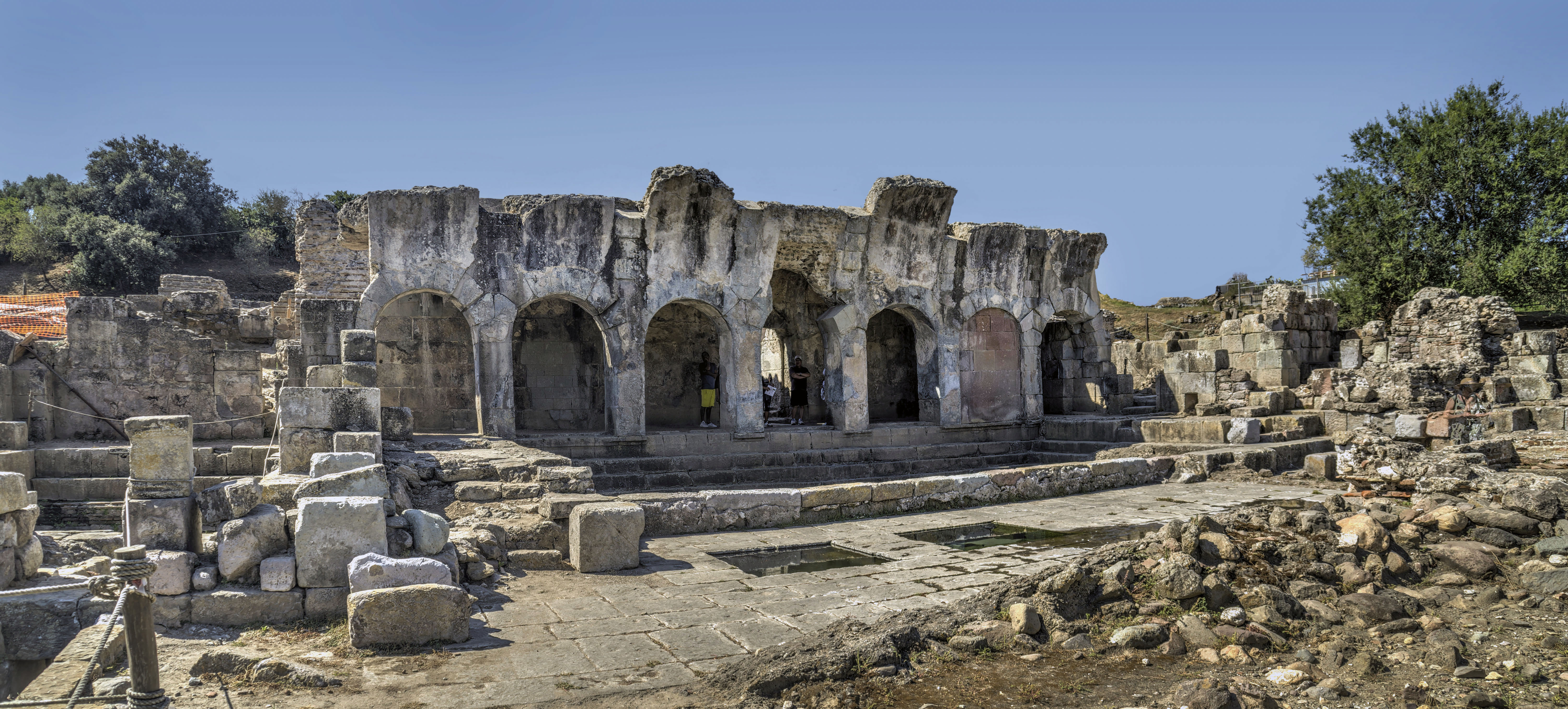
Terme del Forum Traiani

Come già accennato in precedenza, tra le motivazioni originarie dell'insediamento, si pone la presenza di una fonte d'acqua naturalmente calda e curativa. Sfruttando la fonte sorse, proprio presso il fiume, un vasto edificio termale (che costituisce oggi il nucleo dell'attuale area archeologica) caratterizzato da una grande piscina, in origine coperta, in cui giungono le acque calde temperate con un'aggiunta di acqua fredda. L'aspetto curativo delle terme è sottolineato dal rinvenimento di due statue del dio Bes, divinità legata ai culti salutiferi, e la loro importanza è messa in evidenza dalla recente scoperta di un piccolo spazio sacro dedicato alle ninfe, divinità delle acque.
In un'area vicina all'attuale centro abitato è stato rinvenuto l'anfiteatro, vicino alla necropoli tardo-antica sulla quale fu edificata nell'XI secolo la chiesa di San Lussorio.

#### Mamoiada
Mamoiada (o Mamujada) era probabilmente uno stanziamento militare romano nell'isola, infatti diversi studiosi moderni sono propensi a far derivare il suo nome da mansio manubiata (stazione vigilata, sorvegliata). Altra prova a favore di questa ipotesi è il nome del quartiere più antico della città "su Qastru" (dal lat. castrum, campo fortificato, accampamento militare).
Mamoiada in effetti si trova in una zona centrale e quindi strategica della Barbagia, e precisamente al centro della cerchia dei seguenti villaggi: Orgosolo, Fonni, Gavoi, Lodine, Ollolai, Olzai, Sarule ed Orani, e dunque questa sua posizione strategica non poteva non essere sfruttata dalle truppe romane nelle loro azioni di sorveglianza e di repressione.

#### Macomer
Fondata tra il VI e il V secolo a.C. dai Punici Macopsissa costituiva un importante centro per il controllo del territorio. La sua importanza aumentò durante il periodo romano, divenendo un importante snodo fra Calares e Turris Libisonis. Macomer era un importante nodo della rete viaria creata dai Romani sull'Isola.

#### Meana Sardo
Anche Meana Sardo, villaggio della Barbagia, era probabilmente un presidio romano poiché il suo nome potrebbe derivare da mansio mediana (stazione mediana o intermedia) di una tra le più importanti arterie stradali romani nell'isola quella che da Carales porta a Olbia.
Meana si trova esattamente a metà strada di quel lungo tracciato ed anche a metà strada tra la costa orientale e quella occidentale della Sardegna.

#### Nora

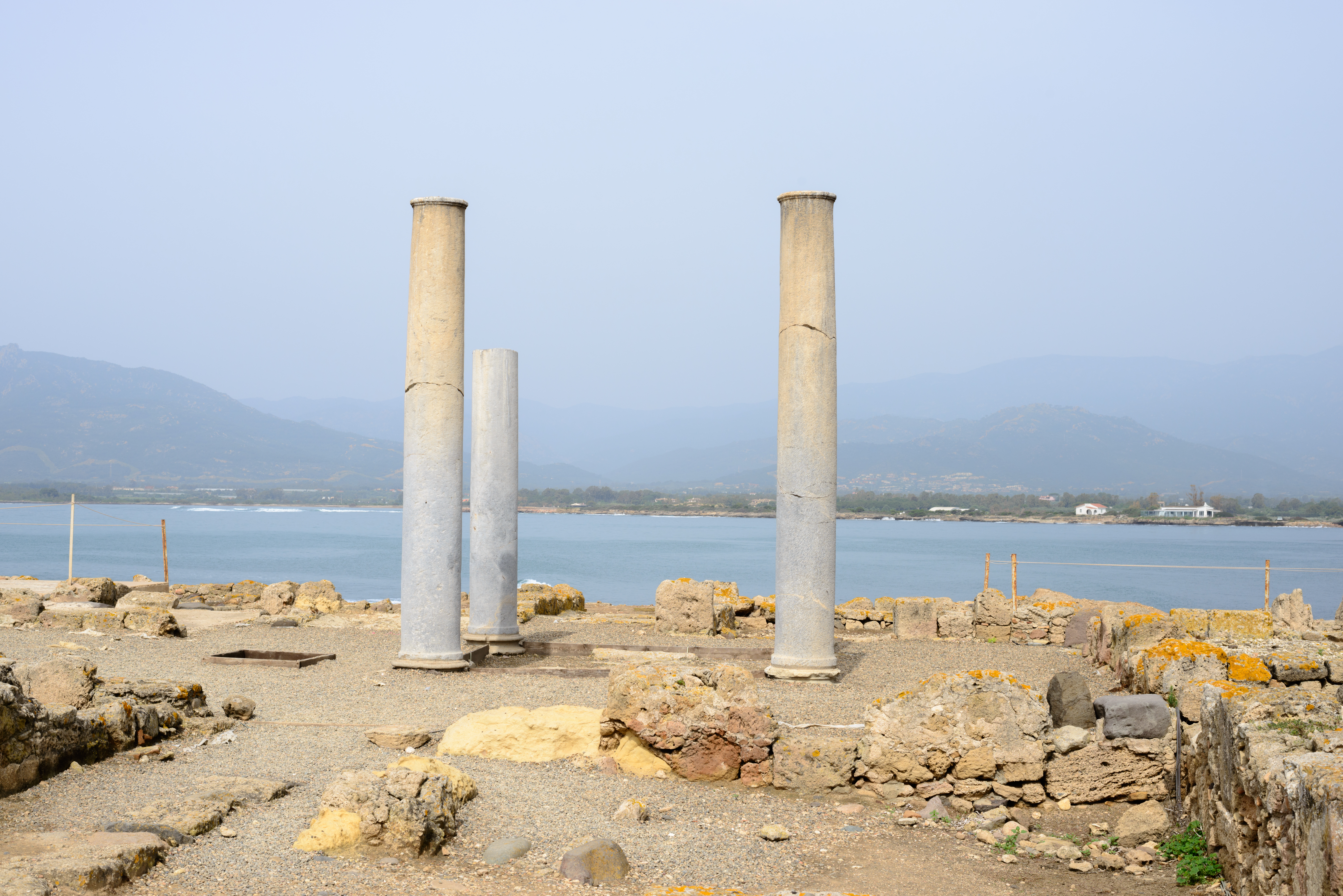
Rovine di Nora

Il preesistente abitato punico non ha condizionato in maniera particolare l'assetto urbano di epoca romana.
I Romani hanno effettuato infatti pesanti interventi per la costruzione di strade, edifici e aree pubbliche come il teatro e il foro, demolendo i precedenti edifici, in un piano di forte rinnovamento urbanistico. I Romani modificarono a tal punto la città probabilmente perché Nora fu la prima sede del governatore della provincia.
Numerose erano le ville e le case dei nobili e della plebe; degli edifici non rimane molto poiché erano costruiti con zoccolo in pietra e l'elevato in mattoni crudi. A differenza delle case e delle ville le strutture pubbliche erano costruite col cemento e rivestite di laterizi o grossi blocchi di pietra. Le più importanti opere della città erano: il teatro, costruito in età augustea, e le terme a mare, edificate tra la fine del II e gli inizi del III secolo d.C.

#### Nuoro
Sono scarne le notizie sulla città di Nuoro in epoca romana. Secondo alcuni proprio all'inizio della dominazione romana la città fu fondata con l'unione di vari gruppi nuragici, inizialmente legati contro il nemico comunque, successivamente spinti all'unione dalla possibilità di arricchirsi col commercio dei prodotti locali.
Furono due i primi nuclei cittadini, infatti i primi due gruppi si insediarono in parti diverse: un gruppo si stanziò nel monte Ortobene, l'altro nel quartiere di Seuna, l'altro nel quartiere di San Pietro. In seguito i due gruppi si riunirono dando origine alla vera e propria città. Importante è anche il fatto che a Nuoro nella zona più ricca dal punto di vista agricolo, oltre Badu e'Carros, ci fosse un presidio militare. Questa zona infatti si chiama "Corte", e ricorda molto la Coorte, che nel periodo romano era un gruppo di soldati.
La città ha avuto una grande importanza strategica poiché è situata proprio al centro della Barbagia, i cui abitanti per secoli si ribellarono ai Romani prima di essere romanizzati parzialmente. Nuoro sorge infatti lungo l'antico percorso principale (asse nord-sud) della a Olbia-Karales per Mediterranea, nello snodo con la via Transversae (la trasversale mediana) che attraversava la Sardegna lungo un asse est-ovest (con quattro stazioni nodali negli incroci con le 4 principales: Cornus - Macopsissa - Nuoro - Dorgali/Orosei). La Trasversale mediana era utilizzata anche per il trasporto del grano della valle del Tirso verso la costa di Dorgali e Orosei, per l'imbarco del prodotto destinato al porto di Ostia. Sempre a Nuoro terminava anche una strada vicinale per l'odierna Benetutti.

#### Olbia

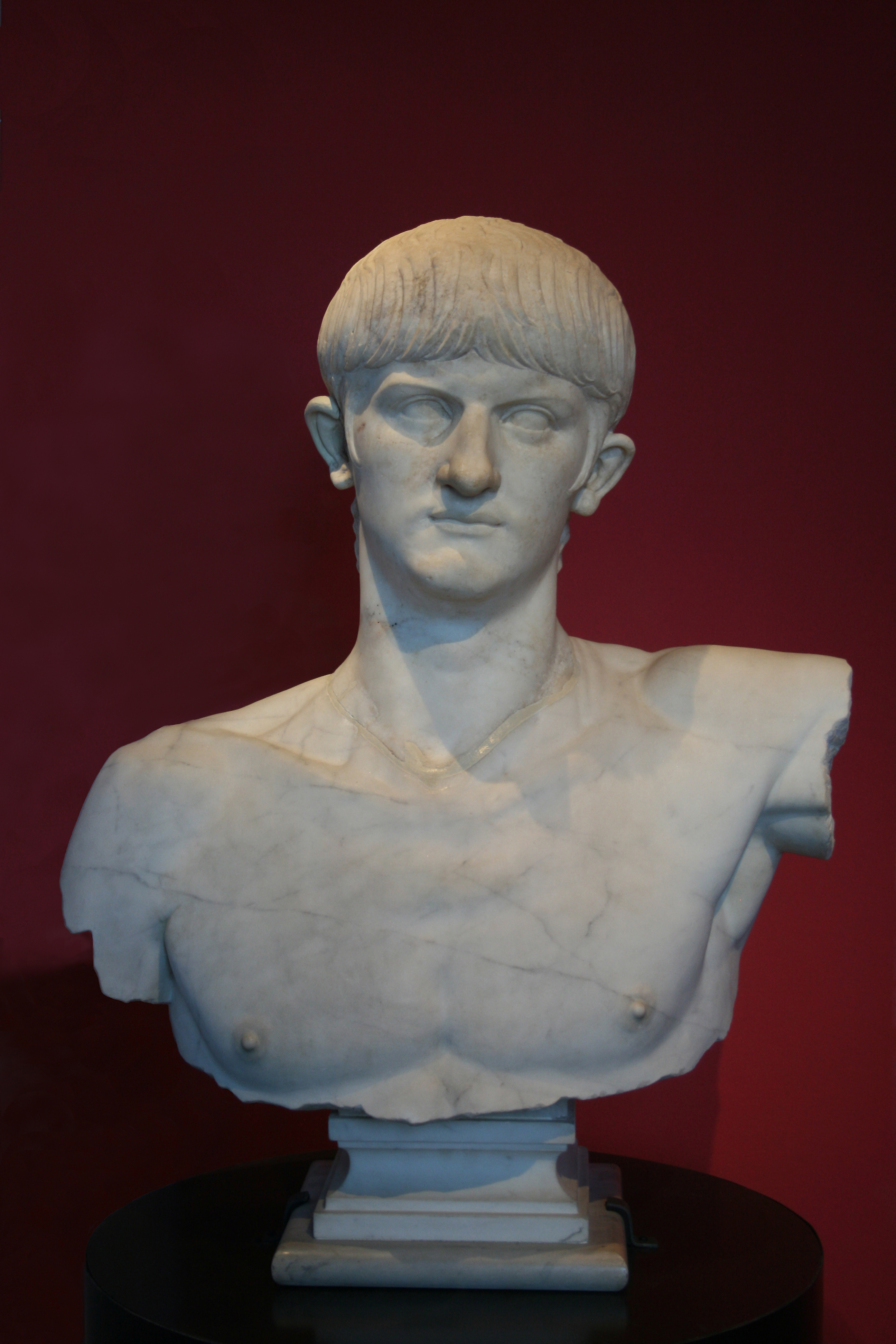
Busto di Nerone del 54/55-59 d.C. da Olbia, (museo archeologico nazionale di Cagliari).

Olbia occupò in età romana gli stessi spazi della città punica fino alle soglie dell'età imperiale. Infatti non pare che durante la repubblica si siano verificati sostanziali mutamenti nell'assetto urbanistico che continuò a mantenere, intatto, il primitivo impianto ortogonale dei fondatori cartaginesi. Successivamente la città si arricchì di opere pubbliche: vennero lastricate le strade, si edificarono due impianti termali e un acquedotto, i cui resti sono tuttora visibili a nord della città, e si rinnovarono alcune strutture templari.
Una concubina di Nerone di nome Atte fece erigere ad Olbia un tempio a Cerere, e grazie all'imperatore ebbe latifondi nell'agro e fu anche proprietaria di un'officina che fabbricava laterizi.

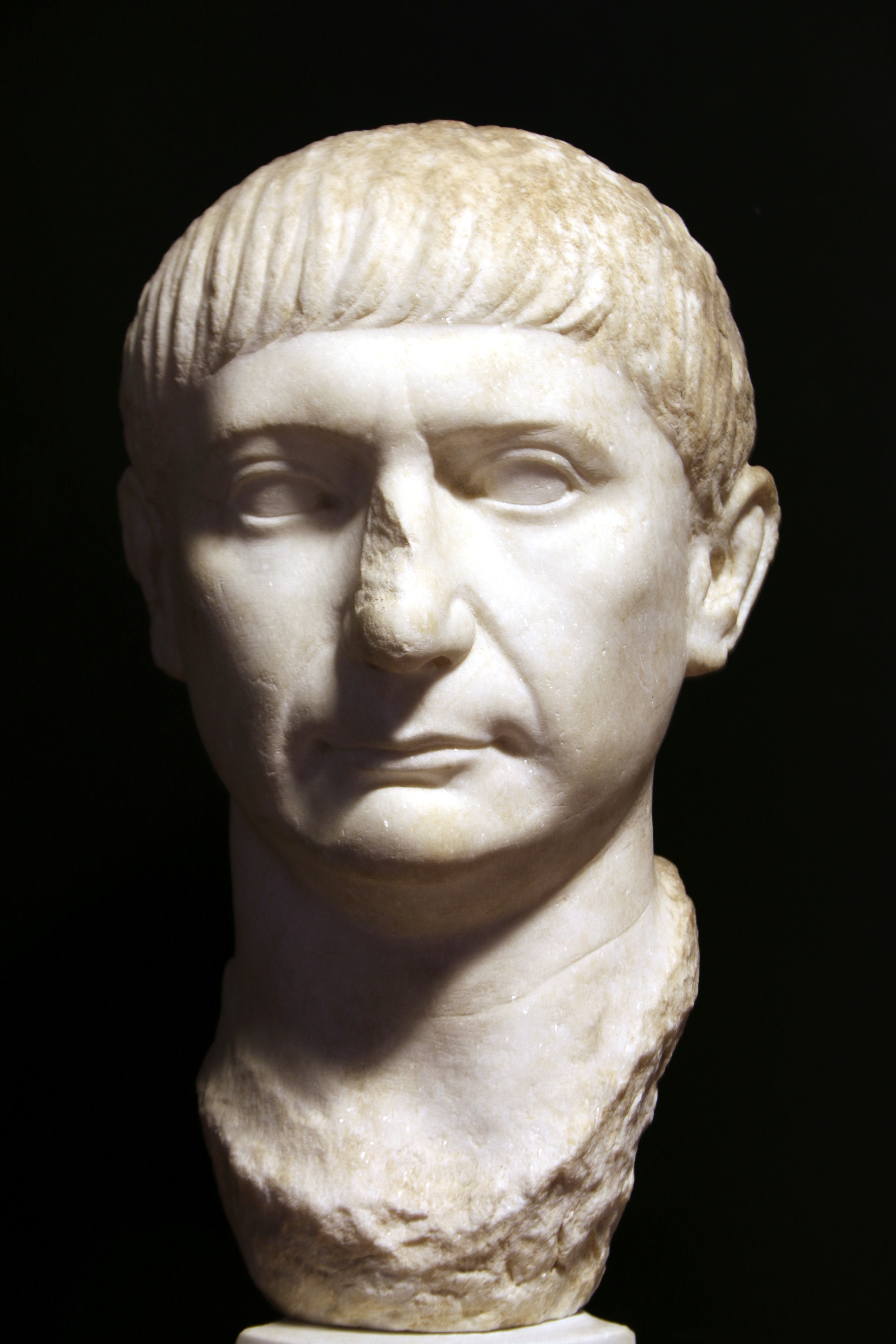
Busto di Traiano da Olbia, (museo archeologico nazionale di Cagliari)

Il porto, in contatto con i principali scali del Mediterraneo, fu di primaria importanza nell'ambito della Sardegna settentrionale poiché da qui partivano per Roma buona parte dei prodotti, soprattutto cerealicoli, del nord dell'isola che confluivano nella città grazie a tre grandi strade. Per questo motivo nel 56 a.C., soggiornò nella città Quinto, fratello di Marco Tullio Cicerone, che controllava i commerci per ordine di Pompeo.
La necropoli, che si estese uniformemente oltre la cinta urbana a occidente della città, restituì ricchi corredi funerari. In particolare, nell'area della collina oggi occupata dalla chiesa di San Simplicio (santo qui martirizzato, secondo la tradizione locale, durante le persecuzioni di Diocleziano), l'utilizzo per le sepolture avvenne fino a età medioevale e vi si rinvennero preziose oreficerie, sarcofagi istoriati e iscrizioni.
Intorno alla metà del V secolo Olbia fu saccheggiata dai Vandali come dimostrano gli straordinari ritrovamenti avvenuti nel 1999 nell'area del porto vecchio. Furono infatti ritrovati 24 relitti di navi romane e medievali e da questo scavo è stato possibile accertare l'attacco dei Vandali e il crollo della città anche se l'abitato non fu abbandonato e rifiorì in età medievale.

#### Oschiri
Una mattonella o un mattone trovata a Oschiri porta l'iscrizione COHR P S per "coh(o)r(tis) p(rimae)" o "p(raetoriae) S(ardorum)", ma non è impossibile che provenga da Nostra Signora di Castro poiché non è conosciuto bene il modo in cui è stato scoperto questo mattone. Per il resto il luogo non ha nulla che faccia pensare ad una presenza militare romana.

#### Porto Torres

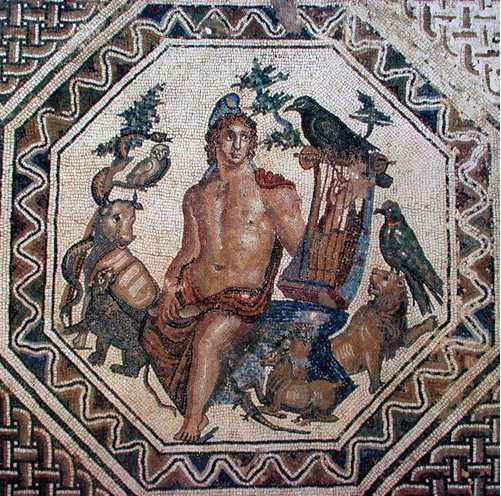
Mosaico dell'Orfeo

Presumibilmente il sostantivo con cui veniva identificata la città, in epoca romana, era Turris Libysonis. Questo lo si deduce grazie a Plinio il Vecchio, il quale, nella sua Naturalis Historia(nel I secolo d.C.) cita "Colonia autem una que vocatur ad turrem libisonis", letteralmente; "mentre v'è (in Sardegna) una sola colonia romana, presso la torre di libiso". Tale scrittura fa pensare ad un riferimento artificiale, probabilmente una torre nuragica (Nuraghe). È invece grazie all'anonimo Ravennate che si evince lo status dell'insediamento, il quale sostiene; "Turris Librisonis colonia Iulia", da che si nota l'aggettivo Iulia, dovuto verosimilmente a Giulio Cesare, probabile fondatore della colonia, durante il viaggio di ritorno dall'Africa o ad Ottaviano delegatore di un tale, Marco Lurio, che potrebbe aver fondato la colonia intorno al 42\40 a.C.

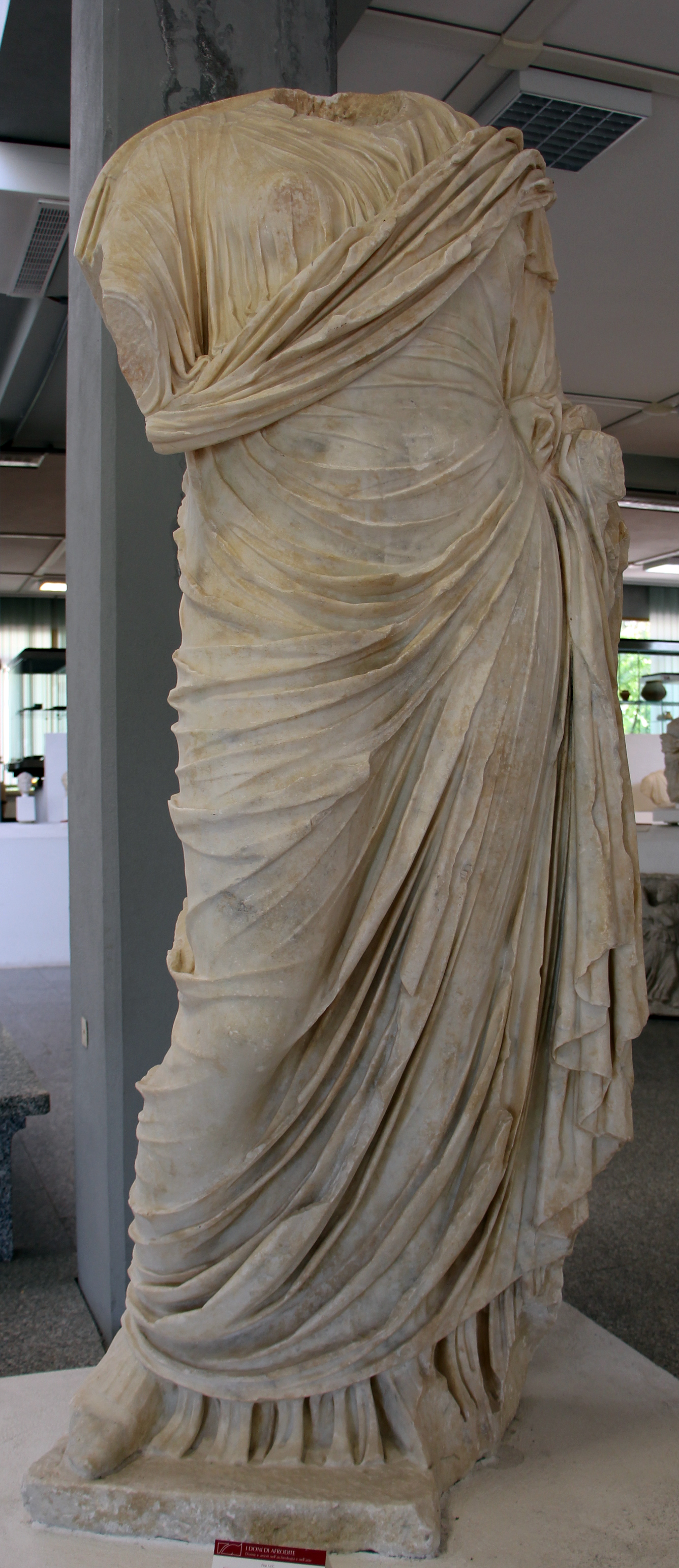
Statua romana da Porto Torres

Oltre a ciò l'importanza del centro, nell'isola, era notevole, paragonabile solo a quella di Carales. L'importanza politica è deducibile dalla "Passio Sanctorum Martyrum Gavini Proti et Jianuarii", nel quale si esterna la presenza di una residenza del governatore della provincia romana, tale Barbaro.
L'importanza economica invece è palese dalle rovine restanti, terme imponenti è una impressionante maglia urbana, il centro per altro era in comunicazione diretta con Roma, tant'è vero che nella Ostia antica, si trova un mosaico che riporta "Naviculari Turritani", riconducibile ai commercianti di Turris. Infatti le esportazioni di cereali erano notevoli, grazie alla grande pianura della Nurra, in diretta comunicazione con la colonia mediante il "ponte romano" (costruzione più imponente del suo genere nell'intera provincia), sovrastante il fiume Riu Mannu, che tra le altre cose era utilizzato come via alternativa per i traffici con l'interno dell'isola, si ipotizza la presenza di un porto fluviale, oltre a quello marittimo. Ma oltre alle esportazioni cerealicole, erano massicce anche quelle minerali, e salini, provenienti dai vicini siti.  Di rilievo era la presenza del culto di Iside.

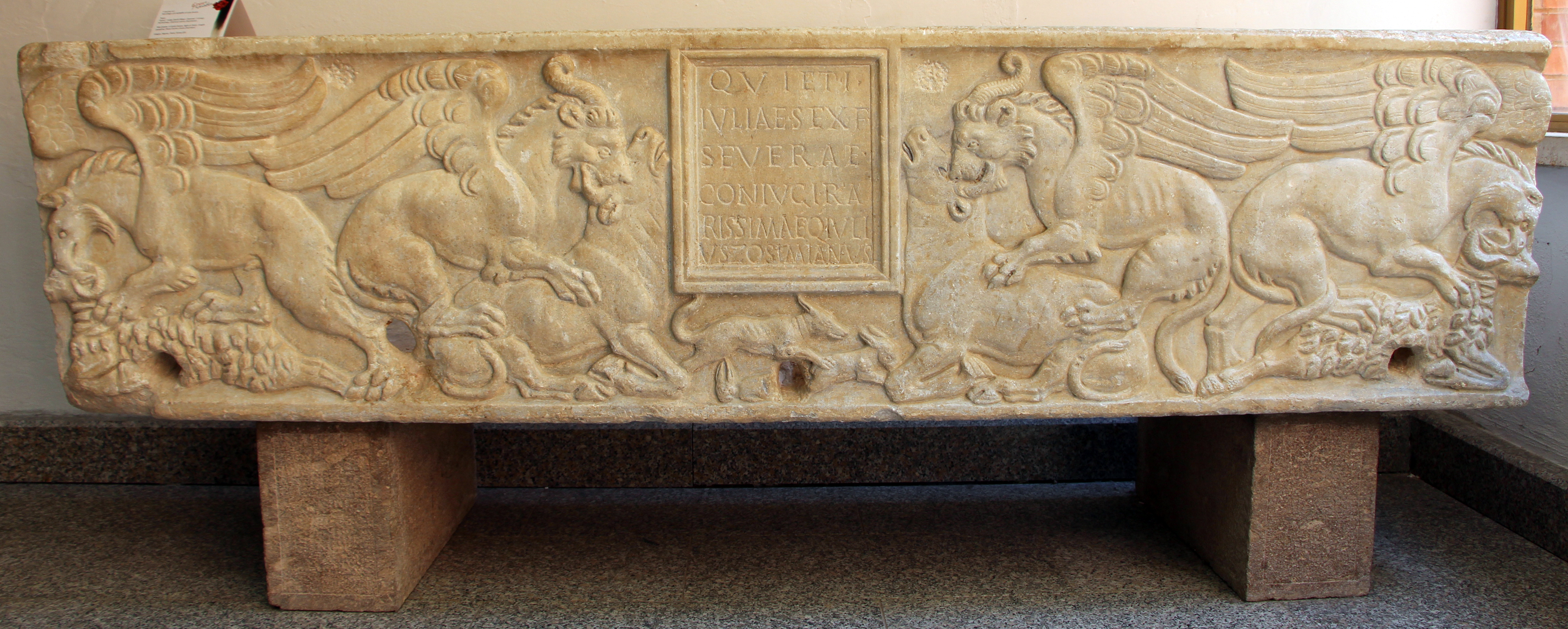
Sarcofago di Iulia Severa, II secolo d.C.

Altre prove storiche sono dovute a Cicerone in una sua lettera la chiama "Collina" ma, visti i ritrovamenti archeologici trovati, possiamo affermare con sicurezza che Turris Libisonis non fu per Roma solo una collina. Non è un caso che la città continuò ad esistere nei secoli successivi tenendo inalterata la sua importanza strategica al centro del mediterraneo.
Di importante interesse non architettonico non fu solo il ponte romano e le terme fortemente mosaicate ma anche le strade: in alcuni tratti l'attuale Strada statale 131 Carlo Felice risulta affiancata dalla vecchia strada romana, che seguiva il medesimo percorso fra i due poli dell'isola.

#### Quartu Sant'Elena
Il termine Quarto, ai tempi dei romani, stava a indicare la distanza in miglia che separava l'antico insediamento quartese da Cagliari. Infatti distava 4 miglia romane da Carales. È stata da sempre una meta ambita, viste le possibilità che offriva, grazie ad un'economia agricola stabile e fruttuosa integrata alla pesca e alla caccia.

#### Sassari
Nonostante la città di Sassari sia stata fondata in periodo Medioevale, il suo territorio conserva ricche testimonianze d'epoca romana, a partire da opere infrastrutturali di rilievo come i resti della strada che collegava Cagliari a Porto Torres e le rovine dell'acquedotto romano che serviva la colonia romana di Turris.
L'area ricca di vegetazione e sorgenti, era un luogo amato dalle famiglie patrizie della vicina colonia di Porto Torres, per cui oggi sono presenti nel territorio le rovine di alcune residenze d'epoca romana, la più famosa delle quali situata nei sotterranei della cattedrale di San Nicola, molti edifici medioevali sono stati costruiti riutilizzando materiali provenienti da abitazioni romane, le colonne presenti nel piazzale del santuario di San Pietro di Silki, provengono da un tempio romano smantellato che sorgeva nella zona.

#### Sulci (Sant'Antioco)

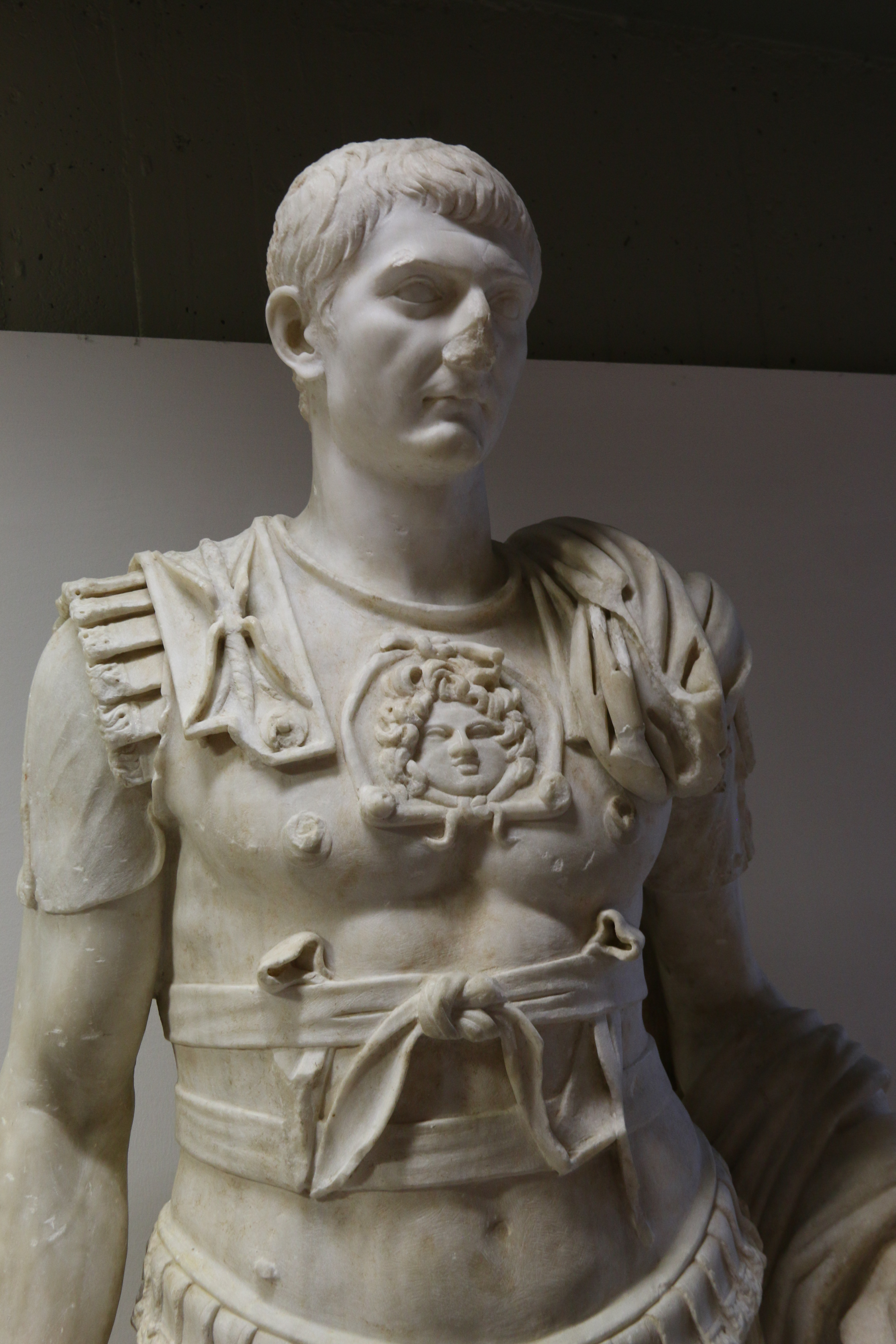
Statua di Druso minore da Sulci del I secolo d.C.

In epoca romana Sulci continuò a fiorire sino a diventare, a detta del geografo greco Strabone, la città più florida della Sardegna romana insieme a Caralis. Lo sfruttamento dei bacini minerari dell'Iglesiente, dove pare sorgesse l'insediamento di Metalla, non era infatti cessato, e con esso l'intenso traffico nel porto sulcitano: di qui l'appellativo dell'antica Sulci "Insula plumbea". La città dovette disporre di ingenti risorse finanziarie se all'epoca della guerra civile tra Cesare e Pompeo (I sec. a.C.) poté pagare una multa di circa 10 milioni di sesterzi inflittale da parte di Cesare, giunto nel frattempo nell'antipompeiana Caralis.
Sulci si riprese ben presto dallo smacco subito, forte anche della floridezza del suo porto e dunque della sua economia, sino a quando, intorno al I sec. d.C., sotto Claudio, fu riabilitata sul piano politico e elevata al rango di Municipium.
Secondo il Bellieni, la città tra tarda Repubblica e prima fase imperiale doveva essere popolata da circa 10.000 persone, cifra effettivamente plausibile se si tiene conto della popolazione media nei centri italiani di età augustea calcolata dal Beloch.
L'antico centro romano sorgeva, come si può desumere facilmente ancora oggi prestando attenzione alla disposizione degli assi viari maggiori e minori, nell'area comprendente le attuali vie Garibaldi, XX Settembre, Mazzini, Eleonora d'Arborea, Cavour, in località detta "Su Narboni". Qui, e precisamente all'incrocio tra le attuali via XX Settembre e Eleonora d'Arborea (presumibilmente nell'area dove sorgeva il foro, non ancora localizzato), si trova un mausoleo noto come Sa Presonedda o Sa Tribuna databile al I sec. a.C., grosso modo coevo al ponte romano, situato in corrispondenza dell'istmo, e al tempio d'Iside e Serapide le cui rovine non sono oggi più apprezzabili.

#### Tharros

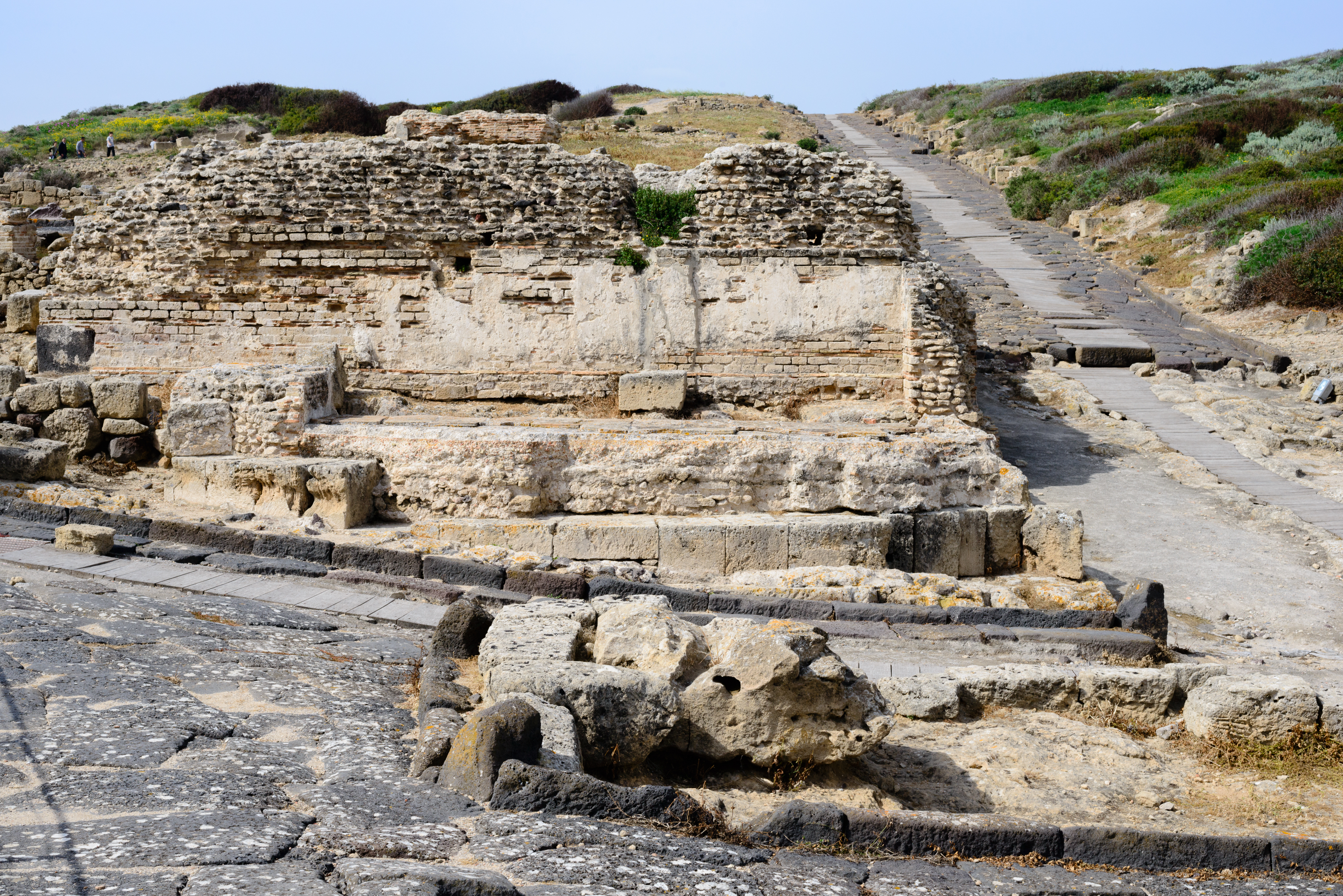
Tharros

#### Usellus
Usellus godette di grande splendore soprattutto nel periodo romano. Fu nel II secolo a.C. che venne fondata l'antica "Colonia Julia Uselis" il cui centro si trovava molto probabilmente sopra al colle di Donigala (Santa Reparata) non lontano da quello attuale.
Venne fondata soprattutto come baluardo militare per contrastare le continue incursioni dei mai domi barbaricini dell'interno dell'isola. Poté usufruire dello splendore di Roma che la innalzò dapprima a municipium e poi la elesse Colonia Julia Augusta sotto l'Imperatore Cesare Augusto, in onore della propria figlia Giulia ed eleggendo nel contempo i propri abitanti a "cives".

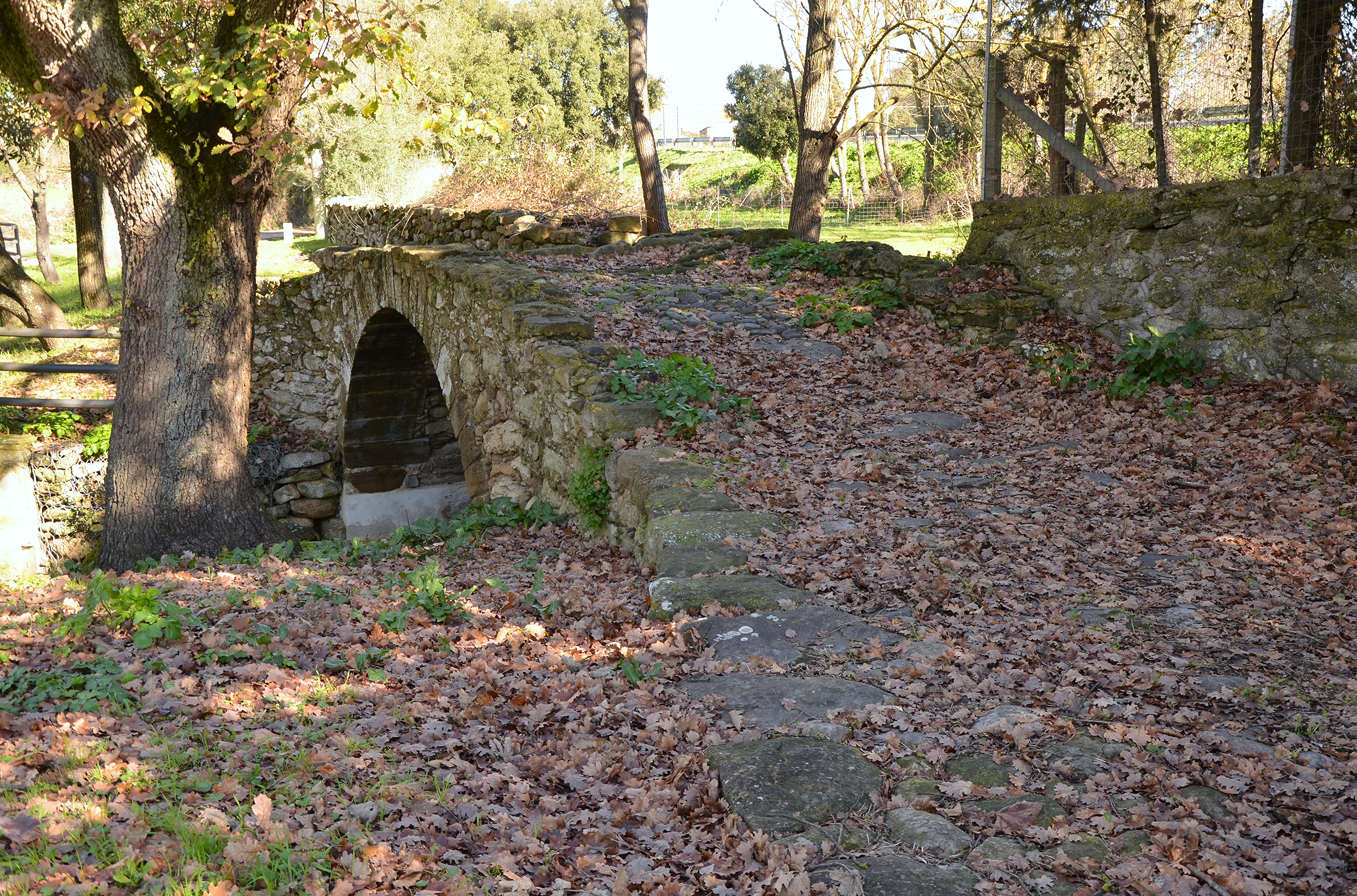
Ponte romano sulla strada che connetteva Usellus a Forum Traiani

Quinto Cicerone, fratello di Marco Tullio, vi fu Pretore. Quest'ultimo stato giuridico è accertato nella Geografia di Tolomeo ed in una preziosissima tavola di bronzo dell'anno 158 d.C., come si desume dal nome dei consoli, contenente un decreto d'ospitalità e clientela, riguardante l'antica Usellus.
La città doveva estendersi per circa sette ettari ed i suoi fertili terreni vennero assegnati ai veterani delle guerre. In questo periodo Uselis sfruttando la sua favorevole posizione geografica subì un'importante evoluzione economica e militare divenendo centro nevralgico di un'intensa attività economica e crocevia dell'importante rete viaria che la metteva in comunicazione a sud con Aquae Neapolitanae (terme di Sardara), a nord con Forum Traiani e una terza via la univa a Neapolis, vicino alla costa occidentale.
Nel suo territorio sono ancora presenti due ponti romani, ci cui uno in ottimo stato di conservazione, lunghi tratti dell'importante via di comunicazione e resti delle imponenti mura che la cingevano.

### Risorse economiche provinciali

#### Il commercio
La Sardegna si integrò nel sistema economico e commerciale dell'Impero soprattutto per quanto riguarda il commercio del grano, del sale, del legname e dei metalli grazie ad ottimi porti quali Olbia, Tibula, Turris Libisonis (Porto Torres), Cornus, Tharros, Sulci (Sant'Antioco) e Carales.
L'importanza di questi porti è testimoniata da due mosaici trovati ad Ostia con la menzione dei "navicularii Turritani e Calaritani", mercanti marittimi di Porto Torres e Cagliari. Soprattutto in età imperiale la Sardegna divenne una tappa obbligatoria per i viaggi dalla penisola all'Africa e alle Mauretanie.

#### L'agricoltura
L'agricoltura era diffusa nell'isola soprattutto nelle aree pianeggianti e in particolar modo nella pianura del Campidano nella parte meridionale della Sardegna. Il grano era prodotto in quantità tali che solo quello che si esportava bastava a sfamare 250.000 persone. Per questo motivo la Sardegna, durante la repubblica, assunse il titolo di "granaio di Roma".
Si dice che la quantità di grano preso dai Romani dalla Sardegna non solo bastò per riempire tutti i granai dell'Urbe, ma per contenerlo tutto se ne dovettero costruire di nuovi. La coltivazione di cereali era sviluppata in particolar modo nella parte settentrionale, mentre quella dell'ulivo e della vite era diffusa in tutta l'isola.

#### L'allevamento
L'allevamento per esportazioni era un'attività economica diffusa in tutta la Sardegna. Tra suini, bovini e ovini (in particolare i mufloni) solo i primi erano venduti in buone quantità al resto dell'impero. Gli ovini erano importanti per la lana e i latticini che i sardi pelliti dell'interno vendevano a Roma; infatti la pastorizia era una pratica molto diffusa nella parte centrale della Sardegna. Sappiamo con certezza che i popoli dell'interno, grazie a questa pratica, furono in grado di arricchirsi trasformando la pastorizia da attività di sussistenza ad attività d'esportazione.

#### L'estrazione mineraria
(Archita)
Importante era anche l'estrazione mineraria, diffusa in tutta la Sardegna. Argento e piombo erano estratti nelle miniere dell'Iglesiente in quantità tali da far scendere il costo di questi metalli in tutto l'impero; veniva cavato anche il ferro e il rame, quest'ultimo dai giacimenti nei pressi di Gadoni. Per l'estrazione non erano usati solo schiavi di guerra ma anche personaggi scomodi nel campo della politica o per la religione da essi professata.
La pietra e il granito erano invece estratti nell'interno e lungo le coste. La pietra che gli isolani avevano sempre utilizzato per la costruzione dei nuraghi e dei loro templi megalitici era ora destinata ad arricchire gli edifici dei ricchi Romani.
Ancora oggi, sulle isole della Marmorata e lungo le spiagge di Santa Teresa di Gallura, nella parte nord-orientale dell'isola, non è difficile imbattersi in blocchi "tagliati" con regolarità oppure in frammenti di colonne, sfuggiti ai numerosi carichi fatti dai Romani durante tutto il periodo della loro dominazione, durato quasi settecento anni. Non era facile infatti imbarcare sulle navi da carico i blocchi di pietra nei tratti di mare antistanti i promontori rocciosi. Le correnti e le condizioni atmosferiche provocavano spesso dei naufragi o costringevano i marinai a liberarsi dei pesanti carichi per evitare che le imbarcazioni affondassero.

### Principali vie di comunicazione

Le principali città e strade della Sardegna in epoca Romana.

Quando i Romani iniziarono la conquista della Sardegna vi trovarono già una rete stradale punica; questa però collegava tra loro solo alcuni centri costieri, tralasciando completamente la parte interna; d'inverno era impraticabile a causa delle piogge e i Romani furono quindi costretti a costruirne una nuova che si sovrapponeva a quella precedente solo parzialmente.

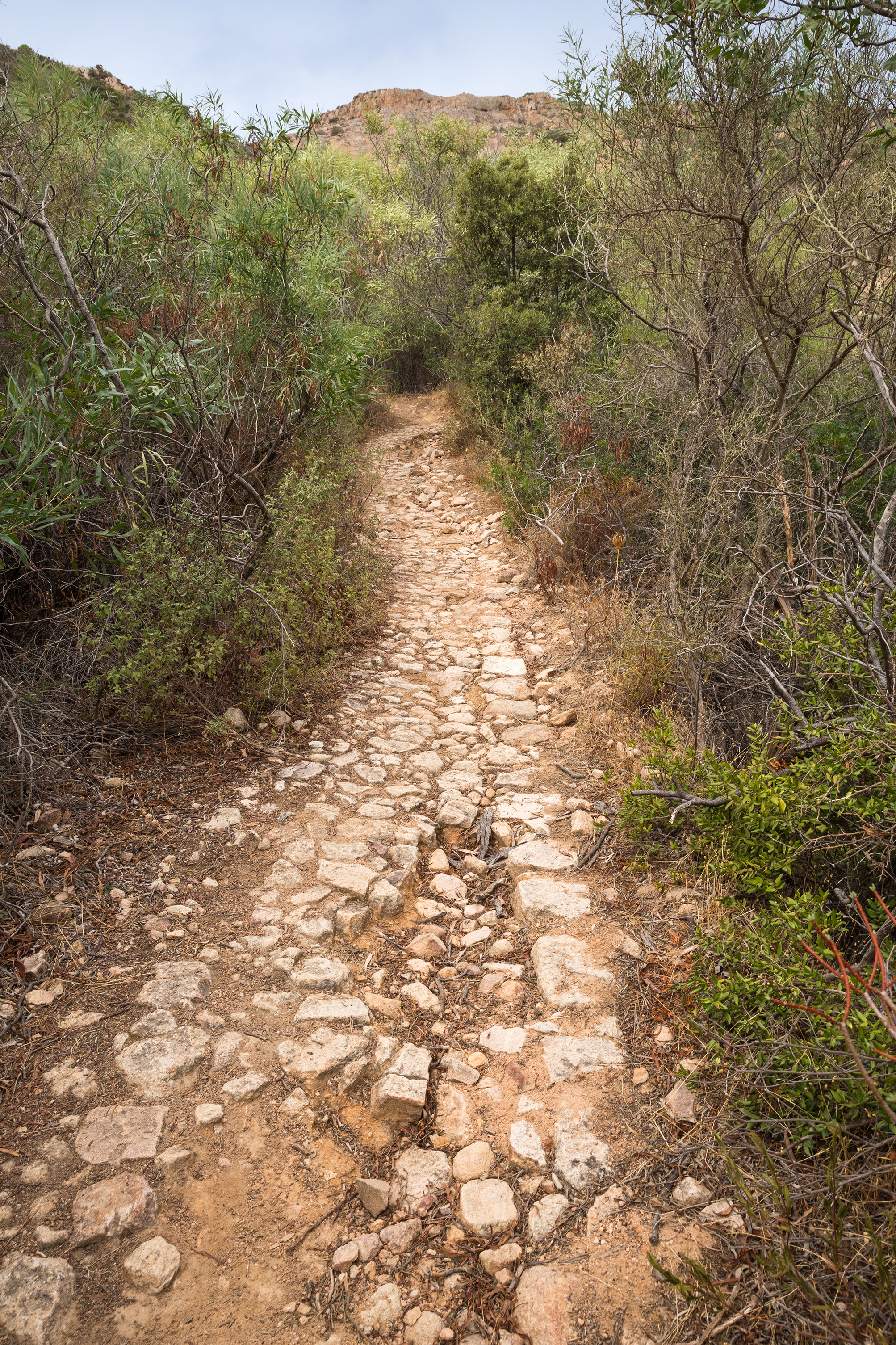
Antica strada romana Nora-Bithiae

I Romani costruirono 4 grandi arterie stradali: 2 lungo le coste e 2 interne. Le viae principales erano le cosiddette strade antoniniane, tutte con direzione nord-sud. Ricordandole in ordine da est a ovest: la litoranea occidentale (a Tibulas-Karales), da Carales (Cagliari) a Turris Libisonis (Porto Torres); la interna occidentale (a Turre-Karales); la interna orientale (a Olbia-Karales per Mediterranea); la litoranea orientale (a Tibulas-Karales), da Carales a Olbia.
A questa ossatura longitudinale si congiungevano sia le "Viae Transversae" come la Cornus-Macopsissa-Nuoro-Orosei e molte altre strade più modeste (vicinali) che collegavano i piccoli centri dell'interno tra loro e con le più grandi città costiere. Questo sistema di comunicazione era molto efficiente e creò le condizioni favorevoli alla penetrazione culturale romana presso le popolazioni locali.
La rete stradale, inizialmente costruita per motivi militari, fu poi mantenuta e continuamente restaurata per motivi economici; grazie a questa, infatti, i Sardi dell'interno vendevano i loro prodotti ai commercianti romani che provvedevano poi a spedirli nei più grandi porti del mediterraneo occidentale. La rete stradale romana è stata talmente efficace e costruita in zone strategiche che alcune strade sono utilizzate ancora oggi; ne è un esempio la statale Carlo Felice.
In epoca Antonina si perfezionarono le vie di comunicazione interne della Corsica (strada Aleria-Aiacium e, sulla costa Est, Aleria-Mantinum - poi Bastia - a Nord e Aleria-Marianum - poi Bonifacio - a Sud): l'isola era pressoché completamente latinizzata, salvo qualche enclave montana.

## La religione

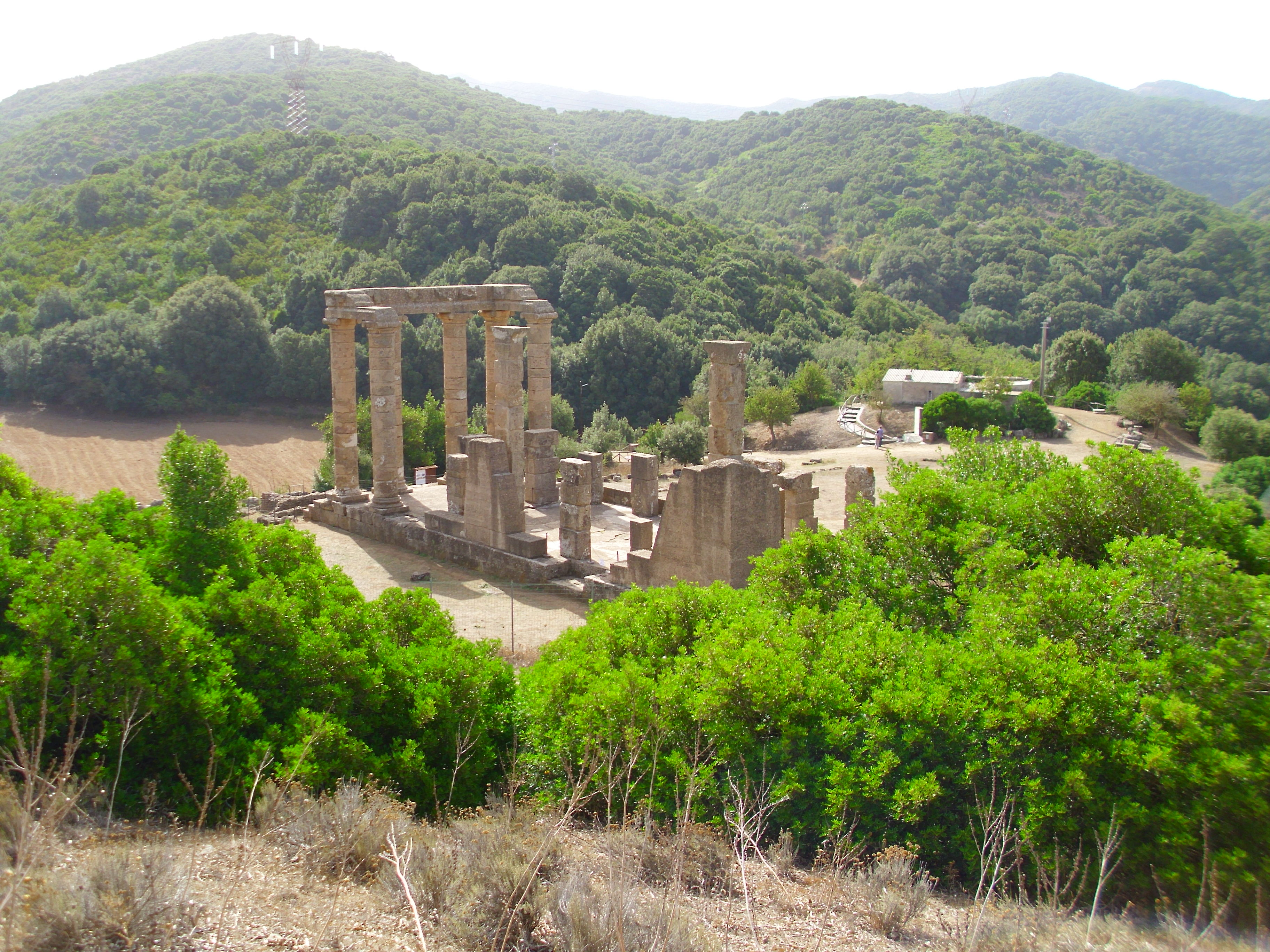
Il tempio di Antas, nei pressi di Fluminimaggiore

I Romani, come è noto, permettevano una certa libertà di culto; questo consentì alle popolazioni interne di continuare a praticare le loro religioni preistoriche di ispirazione naturalistica, ed a quelle delle coste la religione punica con tutti i suoi dei (Tanit, Demetra e Sid, ribattezzato Sardus Pater dai Romani, venerato nel Tempio di Antas); ma col passare del tempo trovarono spazio anche i culti di Giove e Giunone poi soppiantati dal Cristianesimo.
Sappiamo che alcune divinità, come un demone brutto ma benefico rappresentato come il Dio Bes (divinità egiziana assimilata nel pantheon cartaginese), vennero associate ad alcuni Dei Romani (in questo caso ad Esculapio, divinità salutare romana).
In età romana era diffuso a Carales, Sulci e Turris Libisonis il Culto di Iside, costantemente associato ad una cospicua presenza mercantile.

## Lingua e romanizzazione
La Sardegna, fortemente punicizzata, fu interessata da un processo di latinizzazione, ma le zone interne restarono a lungo ostili ai nuovi dominatori, come d'altronde lo furono in passato nei confronti dei cartaginesi. L'opera di romanizzazione, affidata al latino, fu completata con l'introduzione delle divinità, dei sacerdozi, e dei culti tipicamente romani. Le aree più intensamente romanizzate furono quelle costiere dedite alla coltura dei cereali (Romània), mentre nell'interno montuoso rimase fortemente radicata la cultura indigena (Barbària).
La lingua delle genti sarde, così, subì profonde trasformazioni con l'introduzione del latino che, soprattutto nelle zone interne, penetrò lentamente ma, alla fine, si radicò a tal punto che il sardo è quella cui più aderisce; in particolare, si ritiene che nella zona centro-settentrionale la variante parlata sia quella maggiormente affine per la pronuncia. Nonostante questo, c'è da dire che il latino non si diffuse subito: è ancora presente un'iscrizione risalente al regno di Marco Aurelio (fine II secolo) in punico e, se questa era la situazione quando si scriveva, è possibile che nell'ambito familiare la lingua dei Cartaginesi fosse ancora abbastanza diffusa. Interessante è il fatto che, a volte, si trovino delle ceramiche riportanti il nome del proprietario in latino scritto con caratteri punici. L'onomastica degli individui menzionati nelle iscrizioni di epoca romana in Sardegna, trova parallelismi nell'Italia centro-meridionale e settentrionale, nell'Africa romana e nelle aree di lingua greca. Un numero significativo di antroponimi derivano invece dal sostrato indigeno.
Sembra accertato che la Corsica fu anch'essa romanizzata e colonizzata dai Romani soprattutto per mezzo delle distribuzioni di terre a veterani provenienti dall'Italia meridionale - o dai soldati provenienti dagli stessi strati sociali ed etnici cui furono similmente assegnate terre soprattutto in Sicilia - il che aiuterebbe a spiegare alcune affinità linguistiche riscontrabili ancor oggi tra còrso meridionale e dialetti siculo-calabri. Secondo altre ipotesi, più recenti, gli influssi linguistici potrebbero essere dovuti a migrazioni più tarde, risalenti all'arrivo di profughi dall'Africa tra il VII e l'VIII secolo. La stessa ondata migratoria sarebbe approdata anche in Sicilia e in Calabria.

## Archeogenetica

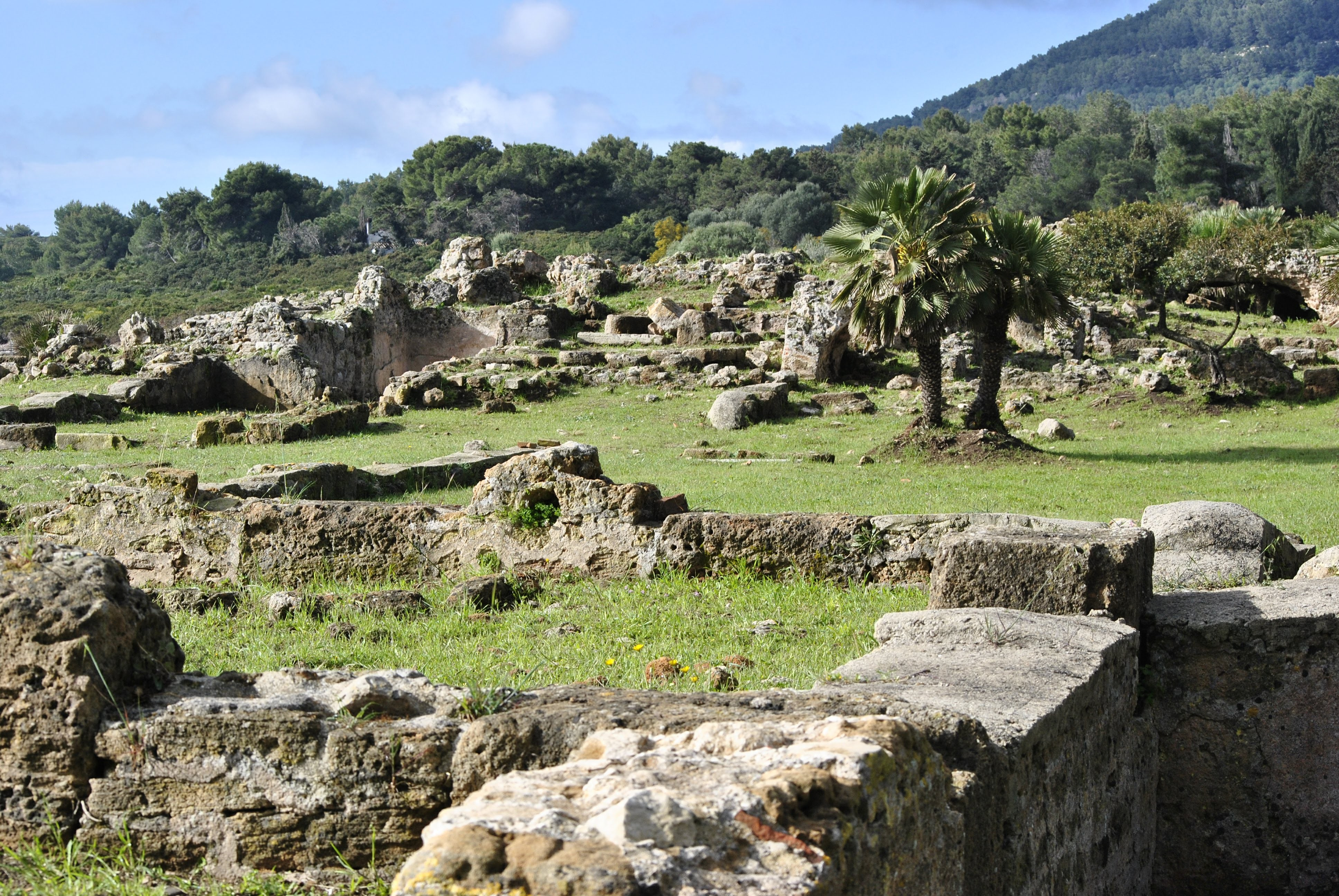
Resti villa romana Sant'Imbenia

Uno studio di Hannah M Moots et al. del 2023 ha analizzato il DNA antico di diversi individui vissuti nel Mediterraneo centrale dall'età del bronzo al 500 d.C.
Secondo lo studio, i genomi di età romana imperiale dalla Sardegna sono affini a quelli delle popolazioni dimoranti all'epoca nella penisola italiana, in Sicilia e in Grecia,  permettendo di osservare spostamenti di popolazione che coincidono con la sua affiliazione geopolitica del tempo.